# Movimiento de 1968 en México
El movimiento de 1968 en México fue un movimiento social en el que, además de estudiantes de la Universidad Nacional Autónoma de México (UNAM), el Instituto Politécnico Nacional (IPN), El Colegio de México, la Universidad Autónoma Chapingo, la Universidad Iberoamericana, la Universidad La Salle, la Universidad Michoacana de San Nicolás de Hidalgo, la Benemérita Universidad Autónoma de Puebla y la Escuela Nacional de Antropología e Historia (ENAH), participaron profesores, intelectuales, amas de casa, obreros, campesinos, comerciantes y profesionales en la Ciudad de México y de estados como Coahuila, Durango, Michoacán, Nuevo León, Puebla, Oaxaca, Sinaloa y Veracruz, constituidos en el órgano director del movimiento denominado Consejo Nacional de Huelga (CNH). Dicho órgano creó el Pliego petitorio del CNH al Gobierno de México con demandas específicas como la libertad a presos políticos y la reducción o eliminación del autoritarismo. De fondo, el movimiento buscaba un cambio democrático en el país tras décadas del mismo partido gobernante, mayores libertades políticas y civiles, menor desigualdad y la salida del gobierno del Partido Revolucionario Institucional (PRI), al que consideraba autoritario.
Desde sus inicios, el Estado mexicano caracterizó al movimiento como el intento de derrocar al gobierno, instaurar un pretendido régimen «comunista» como parte de un falso «Plan Subversivo de Proyección Internacional» y lo criminalizó, argumentando que sus participantes eran terroristas, delincuentes o un peligro para la seguridad nacional. Por ello, fue reprimido continuamente durante el transcurso del mismo y con el fin de terminarlo, a pocos días del inicio de los Juegos Olímpicos de México 1968, el 2 de octubre perpetró un crimen de Estado, la masacre de Tlatelolco en la Plaza de las Tres Culturas de Tlatelolco, logrando disolver el movimiento en diciembre de ese año. El hecho fue cometido de manera conjunta por el Estado Mexicano como parte de la Operación Galeana por el grupo paramilitar denominado Batallón Olimpia, la Dirección Federal de Seguridad (DFS), la entonces llamada Policía Secreta y el Ejército Mexicano, en contra de una manifestación convocada por el CNH. De acuerdo con el Gobierno de México, lo dicho por sí mismo en 1969, y por Luis Echeverría Álvarez, el responsable de la matanza fue Gustavo Díaz Ordaz.
La Fiscalía Especial para los Movimientos Sociales y Políticos del Pasado (FEMOSPP) de la Procuraduría General de la República del gobierno de México concluyó en 2006, en su Informe Histórico presentado a la sociedad mexicana, que el movimiento estudiantil «marcó una inflexión en los tiempos políticos de México», fue «independiente, contestatario y que recurría a la resistencia civil» y se potenció «con las demandas libertarias y de democratización que dominaban el imaginario mundial». El mismo informe concluyó que durante el movimiento el gobierno mexicano aplicó «sus mecanismos de control y disuasión que solía utilizar frente a la disidencia social (...) lo caracterizó como subversivo y, en lugar de encontrar formas de atender las legítimas demandas, optó por reprimirlo y aniquilar su dirigencia y al sector que consideró más combativo». Para ello, recurrió a detenciones ilegales, maltratos, torturas, persecuciones, desapariciones forzadas, espionaje, criminalización, homicidios y ejecuciones extrajudiciales, la coerción de la libertad de expresión, la elaboración de una campaña de desprestigio y descrédito a través de los medios masivos de comunicación —los cuales mantenía controlados— y la invención y creación de materiales de comunicación falsos caracterizando dicha fiscalía el uso de la fuerza institucional del Estado mexicano como «criminal». En los hechos, fue activa la asesoría, presencia e inteligencia de la Agencia Central de Inteligencia (CIA) del gobierno de los Estados Unidos de América bajo la operación LITEMPO. El número de personas asesinadas, heridas, desaparecidas y encarceladas es impreciso.
Algunas víctimas de dichas acciones intentaron caracterizar la masacre de Tlatelolco ante tribunales nacionales e internacionales como un crimen de lesa humanidad y un genocidio, afirmación que fue sustentada por la fiscalía mexicana, pero rechazada por sus tribunales. También intentaron llevar a los autores materiales e intelectuales de los hechos ante la justicia. En el quincuagésimo aniversario de la masacre, el gobierno mexicano reconoció los hechos como un crimen de Estado y constituyó una política de reparación a las víctimas.En 2024 la presidenta Claudia Sheinbaum declaró los hechos como un crimen de lesa humanidad y pidió una disculpa pública en nombre del gobierno a las víctimas y sus familias.

Algunos politólogos, historiadores e intelectuales, como el cronista Carlos Monsiváis, coinciden en señalar que este movimiento y su terrible desenlace incitaron a una permanente y más activa actitud crítica de la sociedad civil, principalmente en las universidades públicas. Así como propiciar la radicalización de algunas organizaciones políticas que optaron por la clandestinidad para formar guerrillas urbanas y rurales, las cuales fueron reprimidas en la llamada guerra sucia en México, durante la década de 1970:

A los participantes directos y a un buen número de los que los acompañan los desaniman o deprimen la derrota, la matanza impune del 2 de octubre, los presos políticos en la cárcel de Lecumberri y la indiferencia aparente de la sociedad ante los hechos. Unos cuantos, los más afectados anímicamente, optan al cabo de dos o tres años por la respuesta violenta, entonces una alternativa en América Latina [...] Impulsados por las resonancias del Che Guevara y, en México, por el asalto trágico de un grupo al cuartel militar en Ciudad Madera (23 de septiembre de 1965), aparecen los convencidos de que nada se gana "por las buenas", los integrantes de la Liga 23 de septiembre, Los Lacandones, etcétera.

## Antecedentes
El contexto histórico mundial de 1968 estaba regido por los movimientos sociales, principalmente obreros y estudiantiles. En el caso de los acontecimientos sucedidos en México durante este periodo, su origen se puede ubicar dentro de una corriente de movilización social que, desde décadas atrás, pugnaba por una mayor apertura democrática en un país con un sistema político de partido hegemónico y de control estatal de las organizaciones populares:

El proceso de organización y unificación de los trabajadores quedó concluido en 1938, por lo menos en sus líneas generales, con la transformación del partido oficial y la unificación nacional de los campesinos [...] Con el Plan Sexenal se había recobrado la herencia ideológica de la Revolución; con la transformación del Partido Nacional Revolucionario en Partido de la Revolución Mexicana se ligaba muy estrechamente a las masas trabajadoras al Estado de la Revolución, organizándolas como una fuerza política en cuyo nombre se iba a gobernar en adelante.

En la primavera de 1942, el Estado mexicano consumó la primera masacre de estudiantes. Los hechos, hoy en día poco conocidos, fueron los siguientes: los estudiantes del Instituto Politécnico Nacional (IPN), habiendo declarado una huelga en demanda de reconocimiento legal para los títulos que concedía el Instituto, y otras reivindicaciones que atañían a problemas materiales que enfrentaban maestros y estudiantes, decidieron, para presionar al secretario de Educación Pública, realizar una manifestación que iría del Casco de Santo Tomás hasta el Zócalo de la ciudad. El movimiento politécnico de 1942 que tuvo este desenlace trágico, inauguró una nueva etapa en la historia del movimiento estudiantil mexicano. La modernización de la superestructura que se realizó en México desde 1940 incluía, naturalmente, la transformación o la supresión de las instituciones de educación popular fundadas durante el sexenio del general Lázaro Cárdenas. El movimiento de 1942 constituyó la primera reacción estudiantil ante los ataques del poder a las instituciones de educación popular. Movimientos estudiantiles de esta naturaleza defensiva tendrían lugar más tarde, en 1949, 1952 y, finalmente, 1956. En este último año 120 000 estudiantes de los centros de educación popular fueron a la huelga por reivindicaciones fundamentalmente "economicistas" y el Estado respondió encarcelando a dirigentes acusándolos de "disolución social", "agitadores" y haciendo intervenir al ejército en el Internado del IPN.
En 1956, inicia el Movimiento Revolucionario del Magisterio (MRM), una organización muy importante dentro de la lucha por la independencia sindical. Al negociar los líderes del Sindicato Nacional de Trabajadores de la Educación (SNTE) un incremento salarial que llega a la mitad de la demanda inicial, Othón Salazar, maestro normalista del estado de Guerrero, convoca a un mitin de protesta. Poco después, una asamblea independiente lo elige representante de lo que será el MRM, constituido a fines de 1957 y con una fuerte presencia en las primarias del Distrito Federal (hoy Ciudad de México).
El año 1958 fue decisivo en la historia de los movimientos sociales mexicanos. Era el último año del sexenio del presidente Adolfo Ruiz Cortines. Ese año hicieron eclosión luchas sindicales en gremios como los electricistas, telegrafistas, maestros, telefonistas, petroleros y campesinos. Entre 1958 y 1959, los fenómenos de insurgencia obrera sobresalieron y entre 1959 y 1965, ya en el sexenio del presidente Adolfo López Mateos, estallaron innumerables luchas campesinas que sacudieron las más importantes zonas agrícolas del país. En todas estas luchas la demanda del aumento en los salarios aparecía en primer plano debido al incremento de precios en productos de la canasta básica. También estaba presente la demanda por el respeto a la autonomía sindical y una mayor apertura del régimen político. Como respuesta, el gobierno optó por la represión. El primer acto represivo que detonó fue en abril de 1958, en una represión policíaca sobre una concentración de maestros que se efectuaba en el Zócalo. La dureza de la respuesta policíaca dio lugar a que el MRM se lanzara a la movilización en un momento en que ésta se hacía particularmente necesaria. Después, el estallido de la lucha ferrocarrilera se hizo presente el 28 de junio en su primera gran manifestación en el Distrito Federal, con la represión por parte de la policía y del cuerpo de bomberos. El movimiento ferrocarrilero se inició el 2 de mayo de 1958 con la formación de la Gran Comisión Pro Aumento de Salarios, y se consolidó con la proclamación del Plan del Sureste el 12 de junio, y el estallido de paros a partir del 26 de ese mes. Las demandas de este movimiento eran, en primera instancia, las mejoras salariales, e inmediatamente después, la democracia sindical. El líder de este movimiento fue Demetrio Vallejo, quien posteriormente sería detenido y encarcelado en Lecumberri; acusado del delito de disolución social.
En noviembre de 1964, el movimiento médico comenzó cuando los residentes e internos del Hospital 20 de Noviembre, del ISSSTE, reclamaron el pago de los aguinaldos atrasados, y 206 de ellos fueron despedidos. En respuesta a los despidos, se formó la Asociación Mexicana de Médicos Residentes e Internos (AMMRI), que comenzó a organizar paros que, para el día 26 de ese mes, ya abarcaban a 40 hospitales del ISSSTE, del IMSS y de Ferrocarriles. El 10 de diciembre, el presidente Gustavo Díaz Ordaz, recién entrado en funciones, prometió estudiar sus peticiones de aumento de sueldos y participar en la elaboración de planes de estudios, con lo que el día 15 se levantó el paro. Sin embargo, se inició una campaña de desprestigio contra el movimiento y el gobierno rompió las pláticas de avenimiento. Ante ello, los médicos titulados respondieron formando la Alianza de Médicos Mexicanos Asociación Civil (AMMAC), que luego absorbió a la AMMRI. La AMMAC inició otro paro el 13 de enero de 1965, formulando ya no solo demandas de aumento salarial, sino también de carácter laboral más general. Díaz Ordaz prometió nuevamente negociaciones, con lo cual se levantó el paro el 27 de enero. No obstante, la oferta de retabulación salarial no fue satisfactoria. El 19 de abril estalló otro paro que se mantuvo hasta el 3 de junio y se celebró otra reunión con Díaz Ordaz, que solo resolvió un aumento mínimo de sueldos pero ninguna otra demanda. Ante ello, los médicos realizaron una manifestación el 20 de abril que fue atacada por grupos de choque de la Federación de Sindicatos de Trabajadores al Servicio del Estado (FSTSE). El 14 de agosto se inicia un paro de residentes y el 23 uno de médicos titulados. El 26 de agosto hay otra gran manifestación, pero esa noche la policía tomó los hospitales 20 de Noviembre, Rubén Leñero y Colonia, sustituyendo a los paristas con médicos militares. Al día siguiente, las enfermeras del Hospital 20 de Noviembre fueron secuestradas por los grupos de choque de la FSTSE. Cientos de médicos, los más activos en el movimiento, fueron despedidos y sus líderes encarcelados.
La Universidad Michoacana de San Nicolás de Hidalgo, en Morelia, Michoacán, desde 1961 había conquistado una ley orgánica democrática y tenía una influencia importante de la izquierda, además de ligarse a las luchas populares. El 1 de octubre de 1966, estudiantes y ciudadanos de Morelia coincidieron en un movimiento en contra del alza en las tarifas del transporte público. Al día siguiente, efectuaron una gran manifestación que fue atacada por pistoleros del PRI, que robaron un aparato de sonido. Al dirigirse la marcha al local priista para reclamar el robo, fue recibida a tiros y murió el estudiante Everardo Rodríguez Orbe. En protesta por esa muerte, los estudiantes declararon la huelga el 4 de octubre y el ejército comenzó a patrullar las calles, pese a lo cual se efectúa un gran mitin el 7 de octubre en el centro de Morelia. El 8 de octubre, a petición del Congreso Local, la tropa, mandada por el general José Hernández Toledo, tomó la universidad y detuvo a decenas de estudiantes. Durante aproximadamente tres años estuvieron presos el líder de la Central Nacional de Estudiantes Democráticos, Rafael Aguilar Talamantes, y el dirigente popular Efrén Capiz.
En 1967, los estudiantes sonorenses se sumaron y encabezaron la protesta popular por la imposición de Faustino Félix Serna como candidato del PRI a la gubernatura de la entidad. La protesta de la población, con fuerte influencia panista, llegó a actos como ataques masivos a una comandancia de policía y a casas de funcionarios en Hermosillo, Sonora. Como las escuelas eran el centro de la movilización, la policía las atacó, pero solo logró que 139 planteles se incorporaran a un paro. Ante ello, el gobernador Encinas Johnson solicitó y obtuvo del Congreso el llamado a la intervención del ejército, que, nuevamente al mando de José Hernández Toledo, el 17 de mayo atacó y tomó la Universidad de Sonora. Se dice que el movimiento de los estudiantes empezó como un movimiento político que intentó que los estudiantes no reclamaran por sus derechos, pero generó una increíble desgracia a nivel nacional e internacional, ya que se dan cuenta de que el gobierno puede manipular cualquier tipo de evento para que la ciudadanía no haga ningún tipo de escándalo que pueda llegar a afectar la carrera de algún político; el derecho a protestar sobre los derechos en ese día dio a más personas el valor de hablar sobre lo que querían.
Immanuel Wallerstein y Carlos Antonio Aguirre Rojas coinciden en señalar que el movimiento de México se insertó en un contexto planetario de luchas sociales surgidas y recreadas de las universidades, luego de vivirse un periodo de supuesta y aparente bonanza económica por la posguerra, siendo Fernand Braudel el primero en denominar al movimiento la «revolución cultural de 1968», caracterizado por revolucionar para siempre los tres principales espacios de recreación de la cultura: la familia, los medios de comunicación y la escuela.
Reflexiones posteriores sitúan la presencia de luchas como el feminismo y la liberación lésbica-gay en el movimiento de 1968 en México. En opinión del Grupo Lambda de Liberación Homosexual en los años 70, tal vinculación existió, pero no se nombró por miedo. Integrantes del movimiento de 1968, como Luis González de Alba, conformarían luchas de liberación LGBT posteriores, en los años 70 y 80.

## Cronología

### Julio

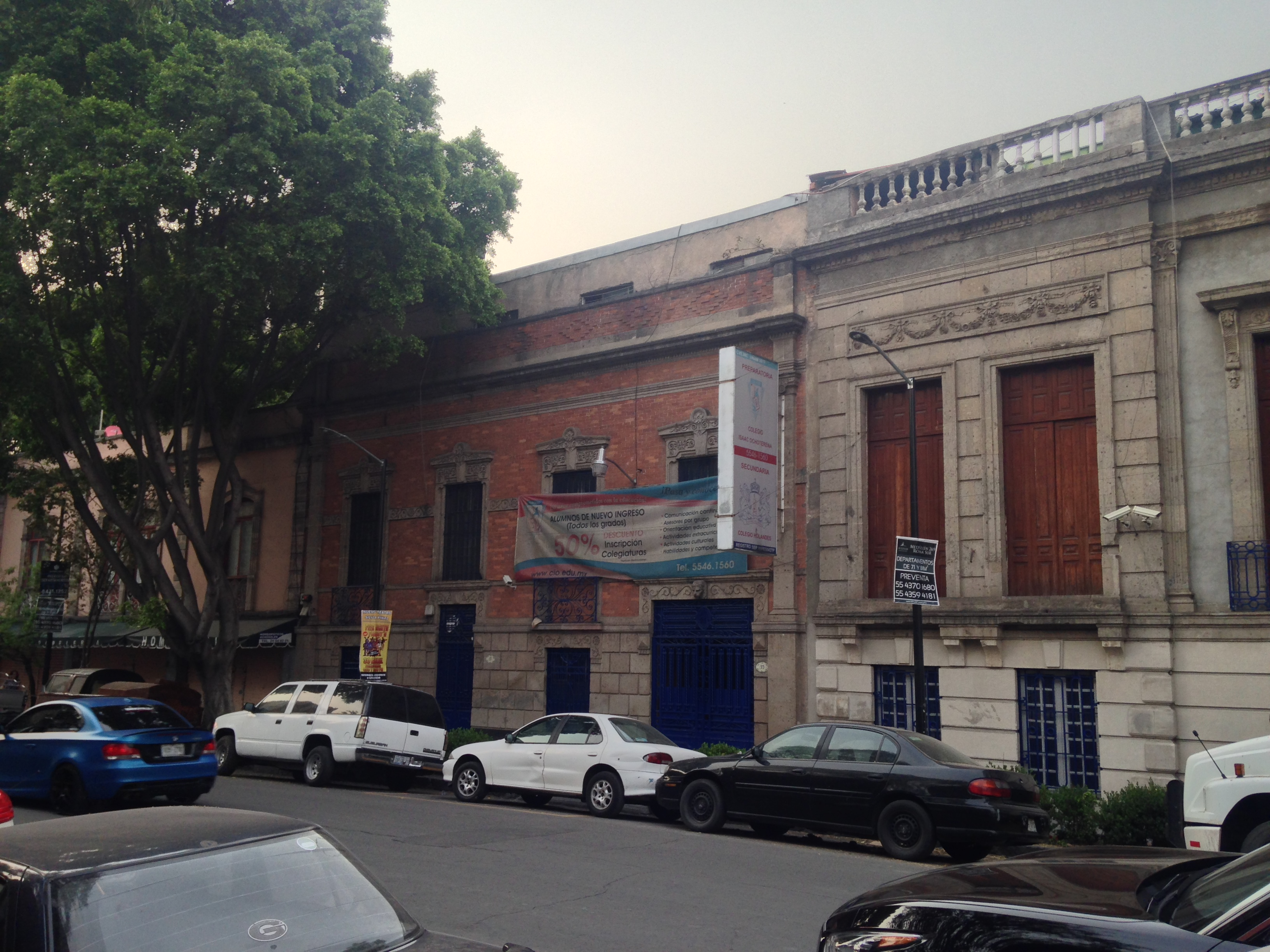
Fachada de la Preparatoria Isaac Ochoterena, 2017.

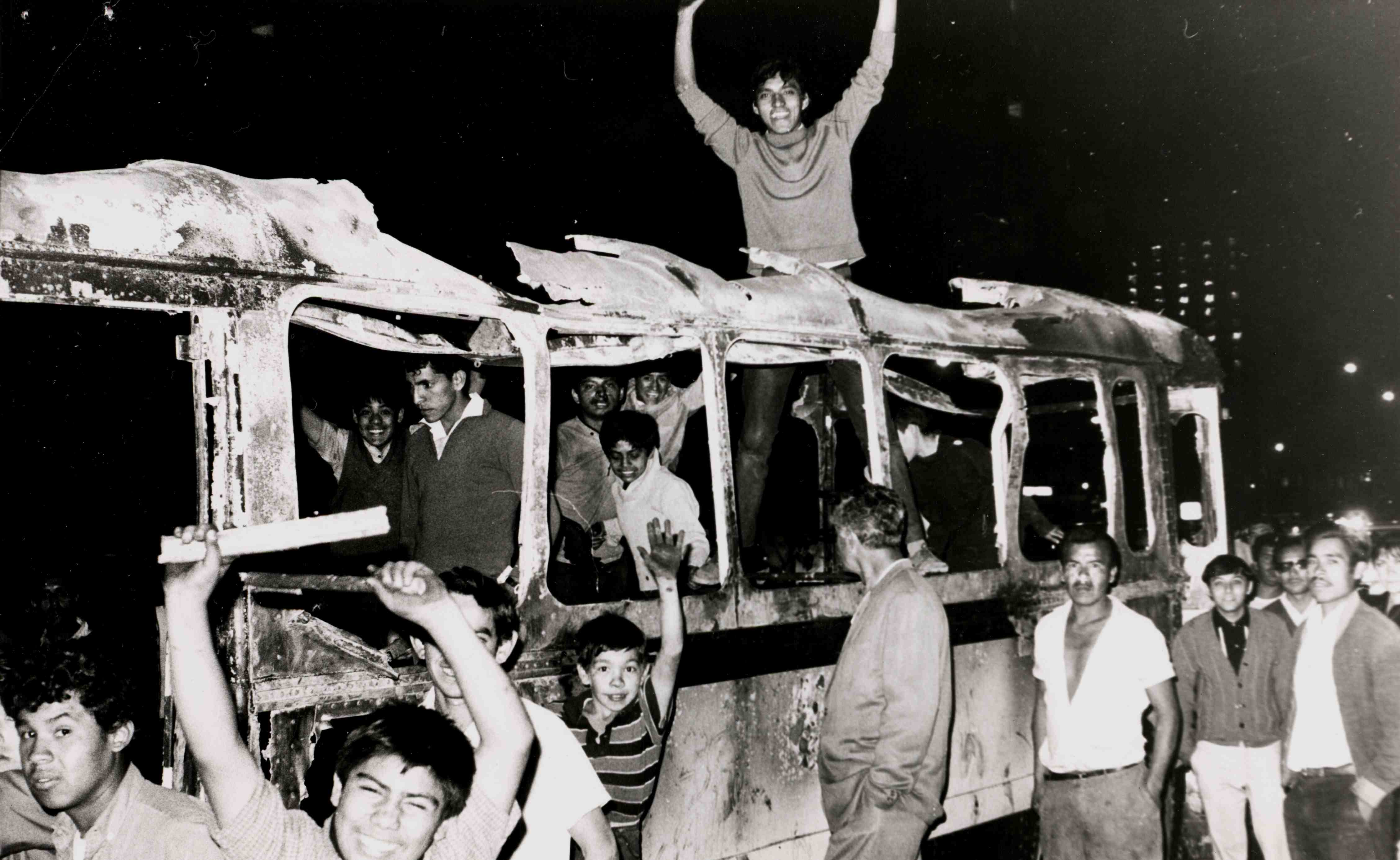
Estudiantes sobre un autobús quemado el 28 de julio.

El 22 y 23 de julio de 1968 ocurren una serie de enfrentamientos entre alumnos de las Vocacionales 2 y 5 del IPN y la preparatoria Isaac Ochoterena, incorporada a la UNAM, El cuerpo policíaco de granaderos es quien disuelve a la turba, deteniendo a varios estudiantes y entrando a las instalaciones de dicha vocacional.
Entre el 26 al 29 de julio de 1968, varias escuelas inician un paro de labores, los granaderos y el ejército entran a varias de las escuelas. El día 26, se llevan a cabo dos manifestaciones autorizadas por el Departamento del Distrito Federal. Cada una de ellas es convocada por diferentes agrupaciones y tienen itinerarios y horarios distintos. Una es convocada por los estudiantes del IPN en protesta por la intervención de los granaderos en la Escuela Vocacional 5 y en demanda de la desaparición del cuerpo de granaderos y la destitución de los jefes de la policía preventiva del D.F., Luis Cueto y Raúl Mendiolea. La otra manifestación es convocada por la CNED, la Juventud Comunista y las sociedades de alumnos de diversas escuelas del IPN y de la UNAM, la cual es denominada «Marcha Juvenil por el 26 de Julio», en conmemoración del XV aniversario del asalto al cuartel Moncada y en solidaridad con la revolución cubana. Los organizadores de esta marcha conocen el problema de los estudiantes de la Vocacional 5, por lo que incluyen en sus mantas lemas de apoyo a sus reclamos. Esta marcha parte a las 18 horas de Salto del Agua, continúa por San Juan de Letrán, hoy Eje Central Lázaro Cárdenas, y concluye con un mitin en el Hemiciclo a Juárez.
La manifestación de los estudiantes del IPN sale a las 16 horas de la Plaza de la Ciudadela. La marcha continúa su ruta en orden y concluye con un mitin en la Plaza del Carrillón del Casco de Santo Tomás, cerca de las 19:30 horas. En ese momento, un grupo de estudiantes opositores a la FNET se apodera del sonido para invitar a los manifestantes a ir al Zócalo. La invitación es aceptada por cientos de estudiantes, quienes se organizan y emprenden el camino; toman varios autobuses, se bajan en el Panteón de San Fernando y desde aquí inician la marcha en dirección al Zócalo. A la altura de la Torre Latinoamericana, coinciden con la manifestación de apoyo a la revolución cubana. Ahí se marca una línea para que ésta continúe su ruta hacia el Hemiciclo a Juárez y los del Politécnico hacia el Zócalo por la calle de Madero. En la esquina de Madero y Palma, son atacados por granaderos y obligados a retroceder hasta la Alameda Central. Los estudiantes se dirigen al mitin que se lleva a cabo en el Hemiciclo, donde informan de la golpiza que han sufrido y piden apoyo. De inmediato, se organiza una marcha conjunta que avanza hacia la Plaza de la Constitución, vitoreando a la UNAM y al IPN y lanzando consignas a favor de la unidad estudiantil y contra los jefes policíacos y la represión.
En las calles de Palma y Cinco de Mayo, los estudiantes se encuentran de nuevo con los granaderos y la policía, bajo el mando del subjefe de la Policía Preventiva del D.F., el general Raúl Mendiolea Cerecero. Este se aproxima a los manifestantes para ordenarles que se retiren «recibiendo en respuesta una lluvia de piedras». De inmediato el general citado da una orden a las fuerzas policíacas. Estas se lanzan contra los manifestantes, correteándolos y golpeándolos con brutalidad «sin distinguir entre manifestantes y simples transeúntes, lo que obliga a todo el público a replegarse hasta la glorieta del Caballito».
Como resultado de la represión policíaca, hay más de 500 heridos y decenas de detenidos, entre ellos algunos extranjeros.
El procurador general de la República, Julio Sánchez Vargas, gira órdenes de aprehensión contra «personas ligadas a los desórdenes», entre los cuales se encuentran varios miembros del Partido Comunista Mexicano.
A partir de las 21:30 horas, agentes de la Dirección Federal de Seguridad, con el apoyo de elementos del Servicio Secreto y de otras policías, ocupan las oficinas del Comité Central del Partido Comunista y los talleres gráficos de la Voz de México, órgano del PCM, y aprehenden a las personas que se encuentran en las instalaciones. En otros sitios, se toman presos, sin orden judicial, a miembros del PCM, de la Juventud Comunista y de la CNED.
En el Colegio de San Nicolás de Morelia, Michoacán, el 26 de julio estudiantes de la Universidad Michoacana de San Nicolás de Hidalgo, la Federación de Estudiantes Universitarios de Michoacán, el Consejo Estudiantil Nicolaíta, entre otras organizaciones, realizan un mitin donde se repudia al gobierno y se realizan consignas en apoyo a Fidel Castro.
El 30 de julio de 1968, las instalaciones de las preparatorias 1 y 3 son ocupadas por la policía y el ejército. La puerta de la Prepa 1, labrada del siglo XVIII, es destruida por un soldado mediante un tiro de bazuca.
Ante estos hechos, el rector de la UNAM, Javier Barros Sierra izó la bandera nacional a media asta en Ciudad Universitaria y se pronunció públicamente en desacuerdo con las acciones que atentaban en contra de la autonomía universitaria, haciendo un llamado a la unidad para la defensa de la libertad de pensamiento, de reunión y de expresión, así como de la misma autonomía.

### Agosto

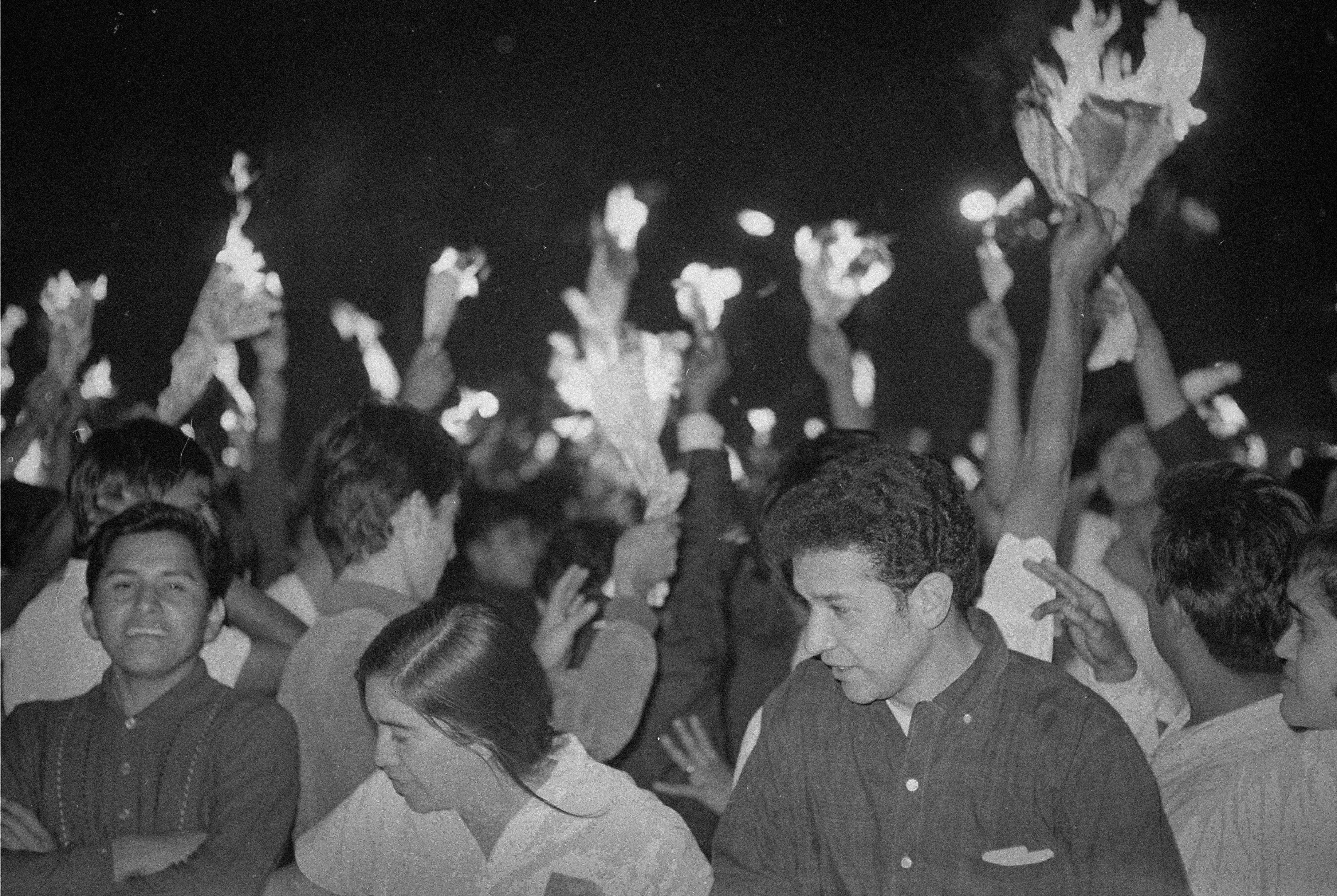
Marcha de antorchas, 27 de agosto de 1968, Plaza de la Constitución, Ciudad de México

El 1 de agosto de 1968, el rector de la UNAM, Javier Barros Sierra en Ciudad Universitaria, condenaría públicamente los hechos, izando la bandera mexicana a media asta y con un emotivo discurso se pronunciaría a favor de la autonomía universitaria y exigiría la libertad de los presos políticos, refiriéndose a los estudiantes detenidos de la Prepa 1. Ese mismo día encabezaría la marcha por la avenida de los Insurgentes, donde surgió un lema muy común utilizado por el movimiento estudiantil,«¡Únete pueblo!».

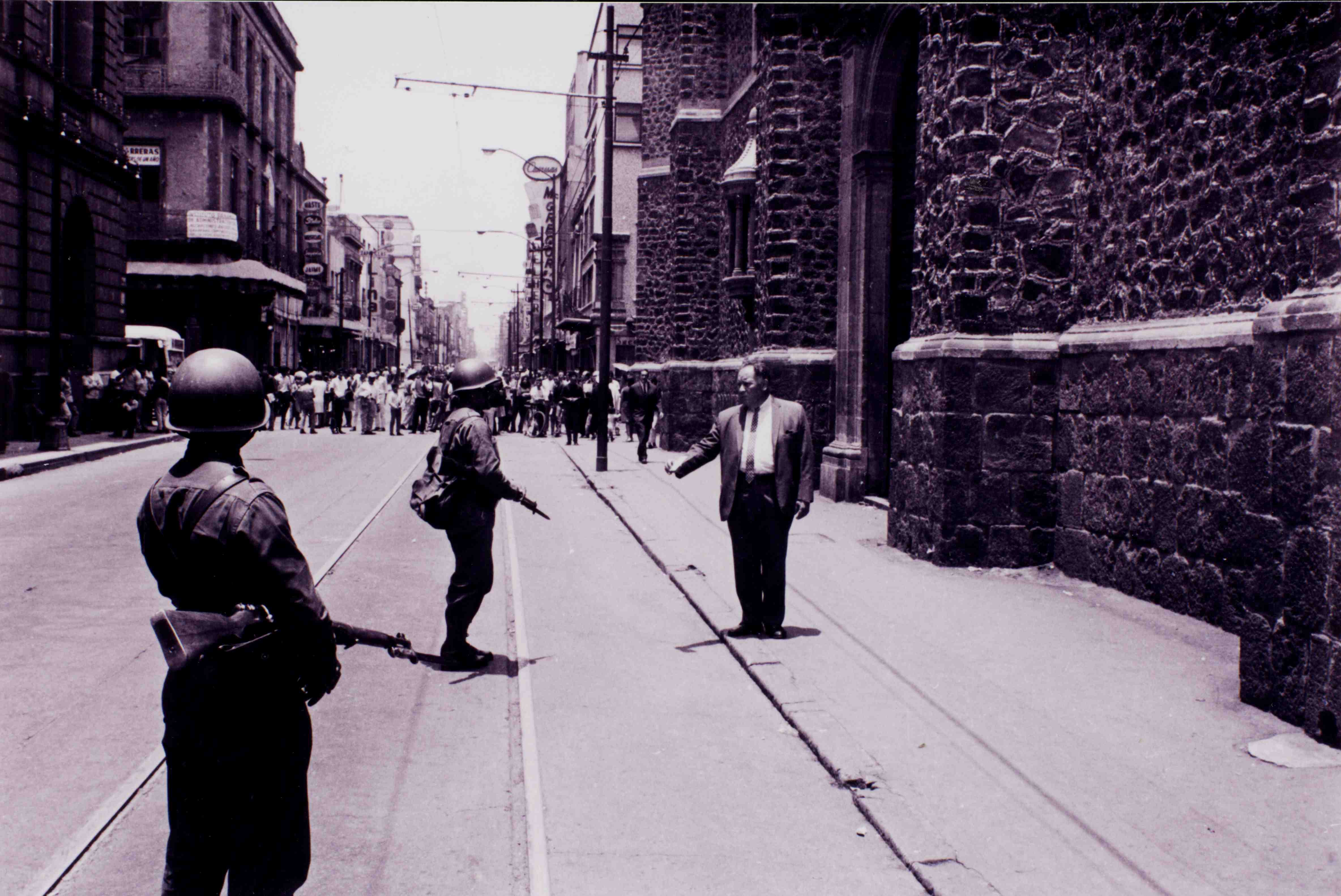
Un maestro hablando con un soldado en las inmediaciones de San Ildefonso en julio de 1968.

El 2 de agosto de 1968, los universitarios descontentos por el cambio de itinerario de la manifestación del día anterior realizan dos mítines frente a la Torre de Rectoría de la Ciudad Universitaria. En el primer mitin, los oradores piden que el rector Barros Sierra suscriba el pliego petitorio estudiantil. Dos horas después, se realiza el segundo mitin, luego de una marcha por el circuito de la Ciudad Universitaria. En este mitin, se califica de «farsa oficialista» la manifestación encabezada por el ingeniero Barros Sierra. Se dice que la masa universitaria había sido presa de las «maniobras de la rectoría para canalizar el movimiento nada más hacia la protesta por la violación de la autonomía universitaria, pero no hacia la solución de los problemas estudiantiles contenidos en el pliego». Los oradores califican de poco combativo el discurso del rector de la UNAM y denuncian el control que se ejerció sobre los participantes, a quienes no se permitió exponer su opinión sobre el conflicto. Se constituye el Consejo Nacional de Huelga (CNH).
El CNH se forma sobre tres principios:
1. Solo estarán representadas las escuelas en huelga, no en paro activo
2. Habrá tres representantes por escuela, elegidos en asamblea
3. No se admite la representación de federaciones, confederaciones, partidos o ligas, solo de escuelas. En el CNH llegan a estar representadas 75 escuelas con un total de 250 estudiantes miembros cuyas decisiones se hacían por mayoría de votos, representaba por igual a alumnas, y reducía la animosidad entre las instituciones rivales.

La Procuraduría General de la República informa que se solicitó al juez girar «orden de aprehensión contra dirigentes del PCM y de varias organizaciones filiales» y que ha consignado a siete personas relacionadas con el conflicto estudiantil por los delitos de asociación delictuosa, sedición, daño en propiedad ajena y ataques a las vías generales de comunicación. El Partido Comunista Mexicano publica un manifiesto: rechaza las acusaciones en su contra; declara que hace suyas las demandas estudiantiles y denuncia a la CIA de difundir documentos apócrifos, como el titulado «La Juventud al Poder», que se presenta bajo la firma de la Juventud Comunista de México. Víctor Manuel Sánchez, fundador del MURO, critica al rector de la UNAM en una estación de radio.

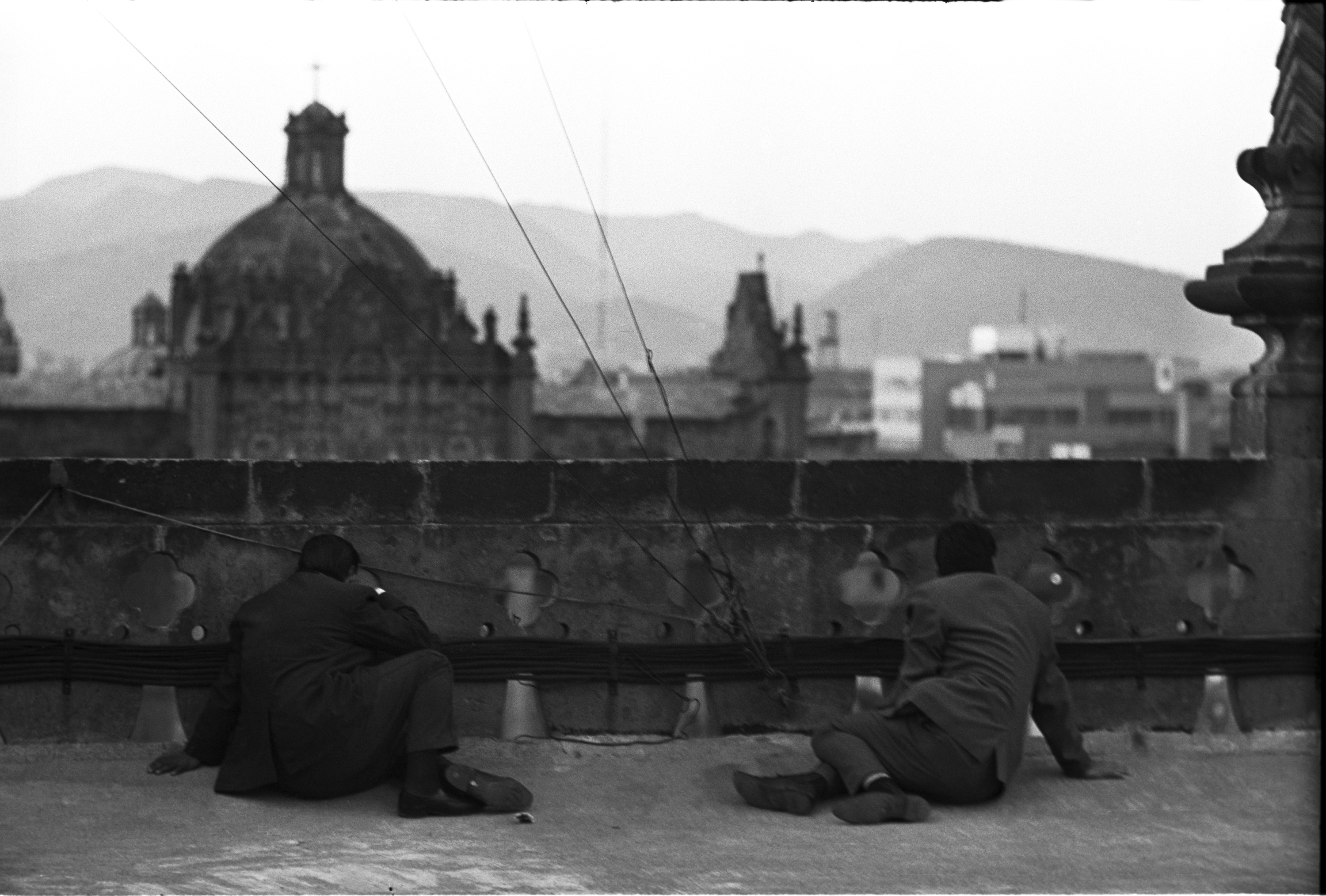
Personas escondidas observando la manifestación estudiantil del 13 de agosto de 1968 desde la azotea del Antiguo Palacio del Ayuntamiento.

El 3 de agosto de 1968, aparecen en los periódicos desplegados en pro y en contra del movimiento estudiantil. La FNET, mostrando su lealtad al régimen, manifiesta que el gobierno de México es víctima de una conspiración nacional e internacional «por parte de los provocadores tradicionales organizados en las corrientes del maoísmo, y del trotskismo», quienes, dice, desde hace tiempo estaban ya preparados para el estallido de violencia, «si no en estos días, sí en las épocas en las que México ofrecerá su corazón a la juventud del mundo en la XIX Olimpiada». La CNED declara en un manifiesto público que las «organizaciones revolucionarias de la juventud están sufriendo la furia irracional de los cuerpos policiacos». Y afirma: «el movimiento estudiantil se proyecta para derrotar la violencia y abrir nuevos cauces a la democracia». El director general del IPN, en presencia del Comité Coordinador de Huelga del IPN, acepta encabezar la manifestación que estudiantes, maestros y autoridades de esa institución tienen programada para el lunes 5 de agosto, en protesta por la represión gubernamental y el allanamiento a centros escolares por las fuerzas policiacas y del ejército. Pero advierte que su participación está condicionada a que ninguna organización estudiantil aparezca como patrocinadora, y que solo participen estudiantes y profesores del IPN. Tales condiciones son consideradas por los estudiantes como pretextos para no participar, pues la manifestación ha sido proyectada no solo por los Comités de Lucha del IPN, sino también por estudiantes y profesores de la UNAM, de Chapingo y de la Normal, cuyos representantes han formado una Comisión Organizadora de la Manifestación del 5 de agosto. La FNET acuerda no participar en la manifestación; pretende levantar la huelga del IPN y acusa a los «provocadores comunistas» de ser los responsables del conflicto. La FNET, tratando de limpiar su imagen, censura al general Luis Cueto Ramírez, jefe de la Policía Preventiva del DF, por haber declarado que dirigentes de su organización solicitaron la intervención de la policía el 26 de julio. El general Cueto Ramírez dirige un oficio a los alumnos del IPN, a petición del presidente de la FNET, José R. Cebreros, afirmando «que en ningún momento el mencionado representante estudiantil solicitó a esta jefatura la intervención de la policía en los actos que se desarrollaron durante el 26 de julio».

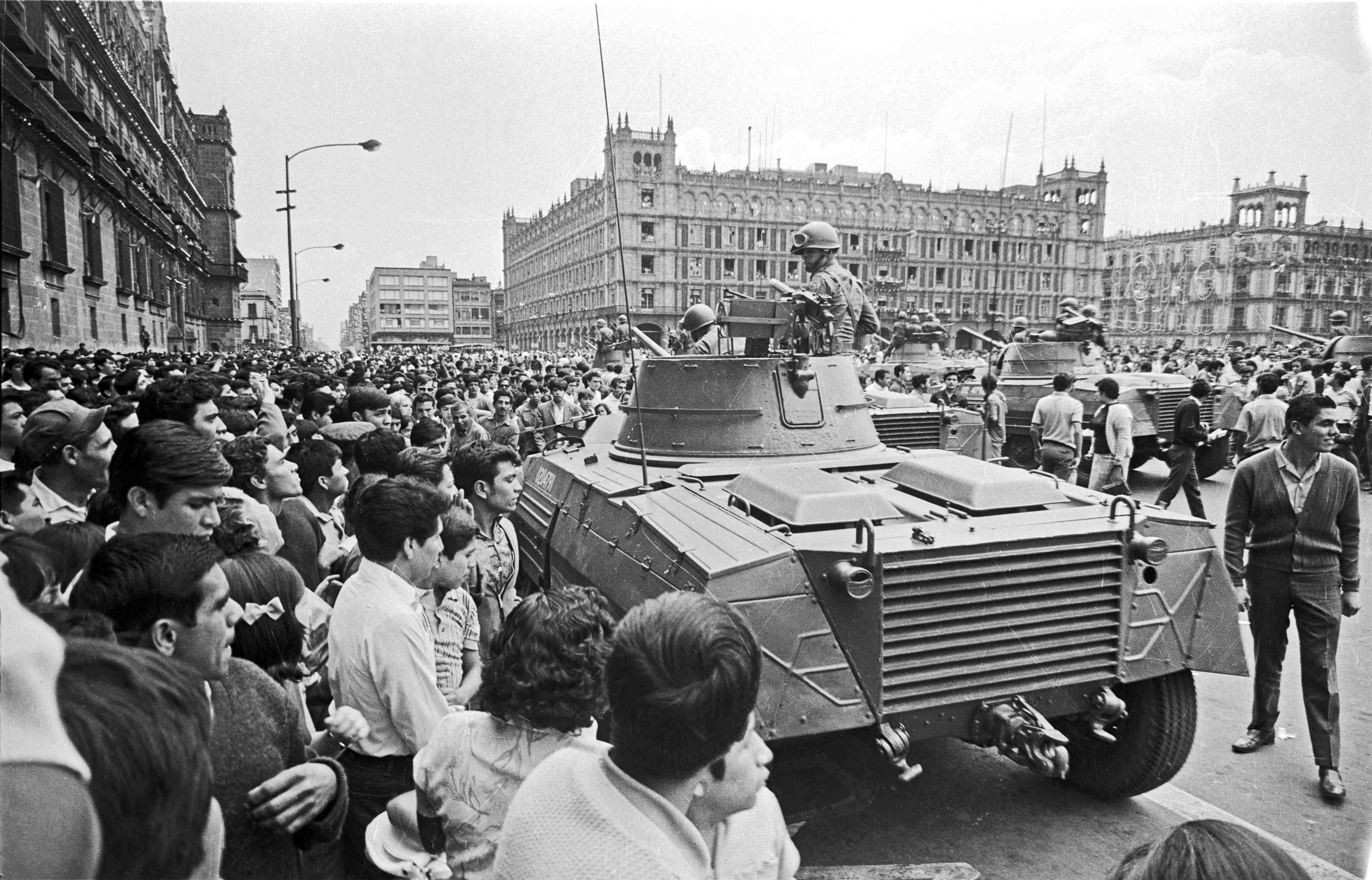
El ejército mexicano en el Zócalo de la Ciudad de México el 28 de agosto.

El 4 de agosto de 1968, el movimiento estudiantil elabora un pliego petitorio que invalida el de la Federación Nacional de Estudiantes Técnicos (FNET), y contiene los siguientes puntos:
1. Libertad a los presos políticos.
2. Derogación de los artículos 145 y 145 bis del Código Penal Federal –los cuales instituían el delito de disolución social y sirvieron de instrumento jurídico para la agresión sufrida por los estudiantes–.
3. Desaparición del Cuerpo de Granaderos.
4. Destitución de los jefes policíacos.
5. Indemnización a los familiares de todos los muertos y heridos desde el inicio del conflicto.
6. Deslindamiento de responsabilidades de los funcionarios culpables de los hechos sangrientos.

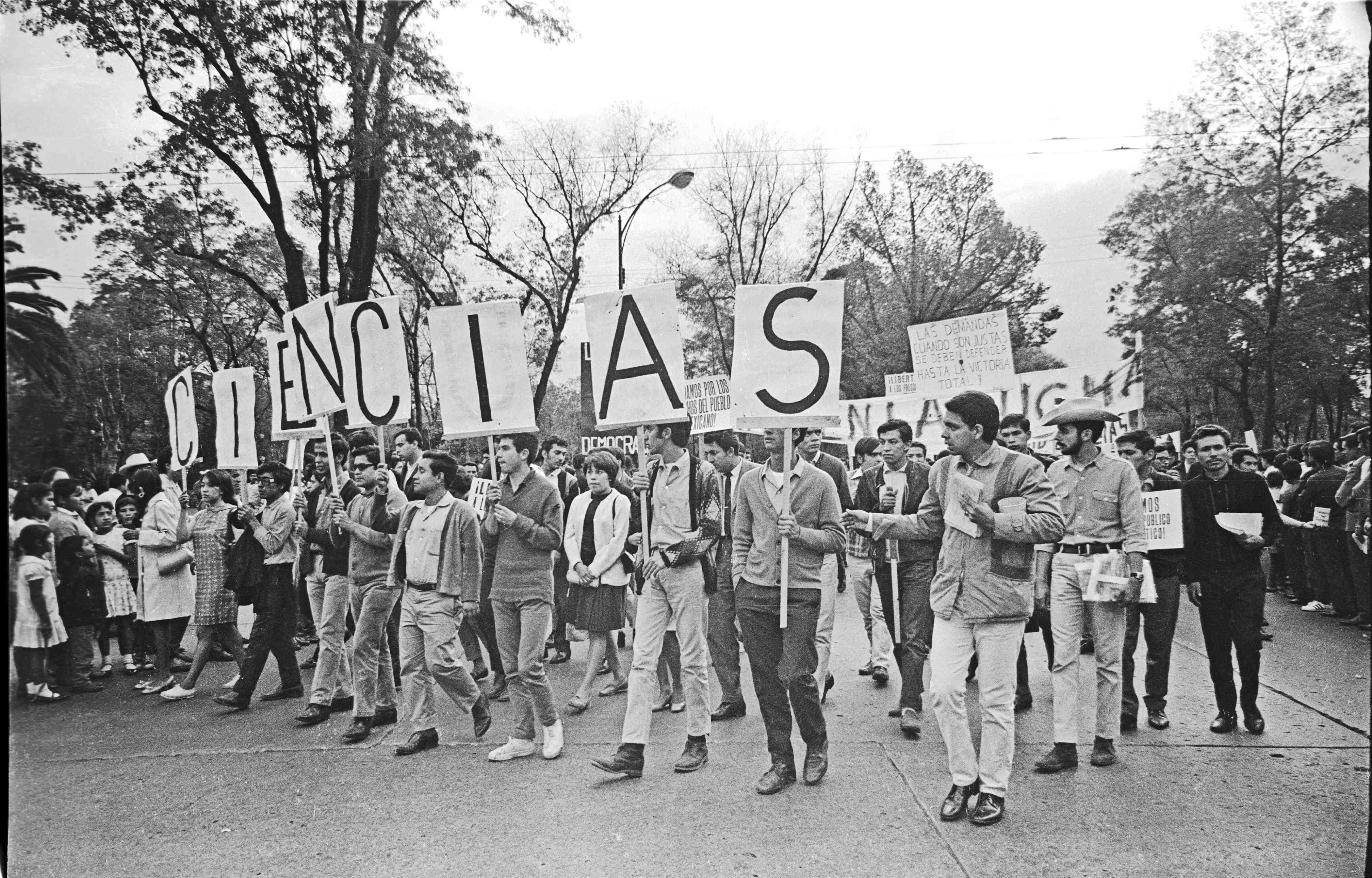
Contingente de la Facultad de Ciencias al frente de la marcha del 13 de agosto.

El 27 de agosto de 1968 una multitudinaria marcha se dirigió al zócalo capitalino a las 15:20 horas. Fue la primera ocasión en que se insulta públicamente al presidente mexicano, Gustavo Díaz Ordaz. Asisten aproximadamente 30 mil personas, las cuales marcharon desde el Museo de Antropología. Aún no había salido la retaguardia de la marcha a las 19 horas cuando fue izada en el astabandera del Zócalo un banderín rojinegro. Al finalizar la manifestación, uno de sus líderes, Sócrates Campos Lemus, quien años más tarde sería identificado como un infiltrado en el movimiento por parte del gobierno, se pronuncia a favor de quedarse a esperar una respuesta del gobierno, a escasos días del informe presidencial. En respuesta, 3500 estudiantes permanecen en guardia.

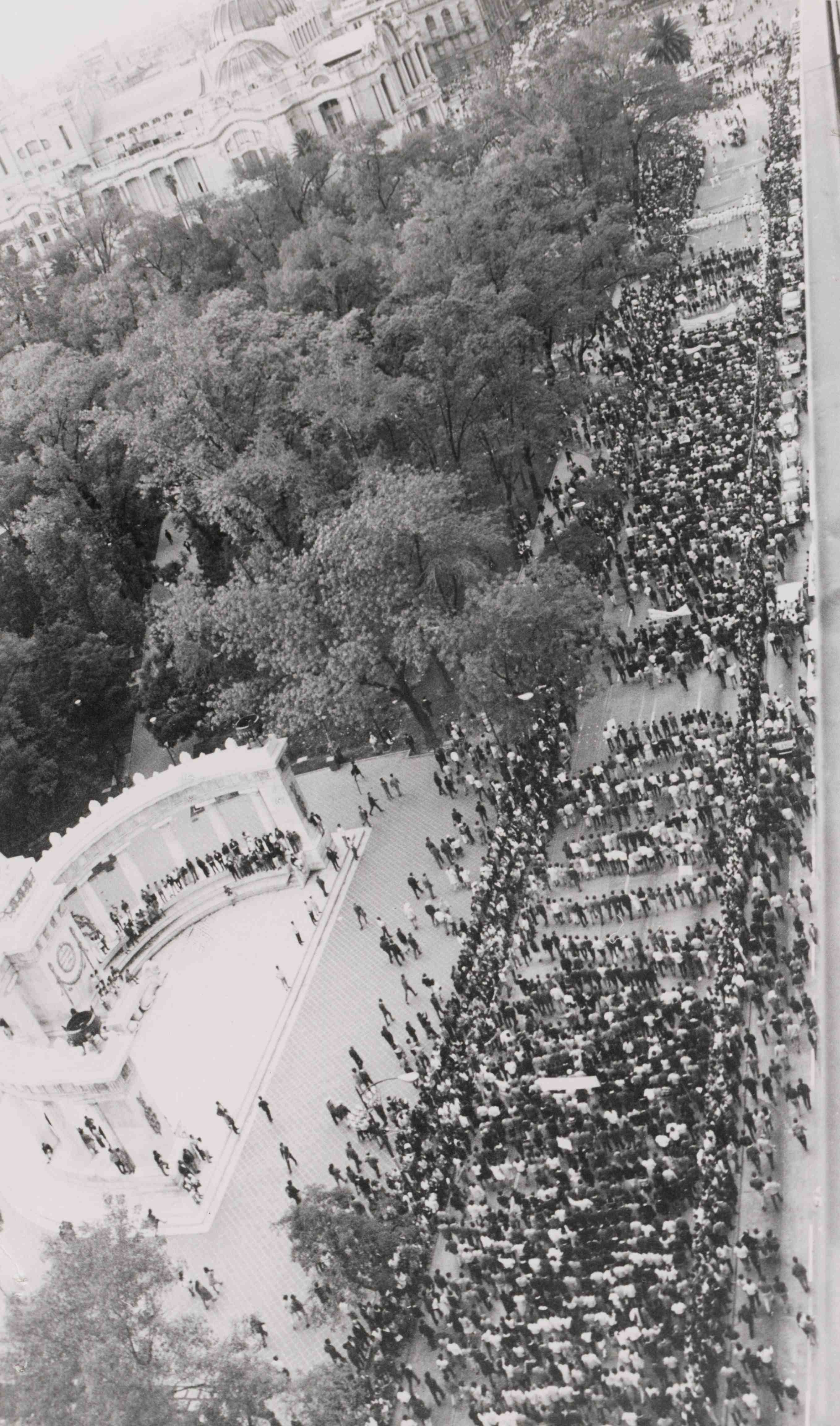
Vista aérea de la manifestación del 27 de agosto a la altura del Hemiciclo a Juárez.

 La madrugada del 28 de agosto de 1968, varias tanquetas –las cuales destruyeron los campamentos estudiantiles–, soldados con bayoneta calada, granaderos, así como camiones de bomberos, salieron desde las calles de Pino Suárez, Seminario y Moneda. Los estudiantes gritan: «¡México, libertad!, ¡México, libertad!», retirándose por Madero siendo aproximadamente mil 500 personas, otros trataron inútilmente de detener la marcha de los tanques ligeros tirándose a su paso o subiéndose a ellos. Al final todos fueron desalojados del Zócalo. Los estudiantes no solo fueron desalojados, sino perseguidos y golpeados a lo largo de las calles del centro histórico hasta la Torre Latinoamericana, donde el Ejército corta cartucho. En El Caballito, en las inmediaciones de Bucareli y Reforma, arremete a culatazos contra los estudiantes. En el operativo participaron el 43.º y el 44.º Batallón de Infantería y 1.º de Fusileros Paracaidistas, al mando del general Benjamín Reyes García; así como 12 carros blindados de la guardia presidencial, cuatro carros de bomberos, alrededor de 200 patrullas de la policía preventiva, cuatro batallones de tránsito y unos diez motociclistas de la Dirección General de Tránsito. Durante la madrugada, empleados del Departamento del Distrito Federal (DDF), ahora Gobierno de la Ciudad de México, izaron nuevamente el banderín rojinegro antes del amanecer. Ese mismo día, varios burócratas del DDF fueron llevados en camiones al Zócalo. Súbitamente, los propios empleados gubernamentales comienzan a corear «¡Somos borregos!», «¡Somos acarreados!» y «¡No vamos! ¡Nos llevan!». Durante este «acto de desagravio» a la Bandera Nacional, se abren las puertas del Palacio Nacional, de donde salieron tanquetas del ejército para dispersar a los manifestantes.
En las horas subsecuentes, varios tiradores abren fuego contra estudiantes y soldados desde el tercer piso del Hotel Majestic, el edificio ubicado en Madero #68, en la esquina de Madero y Palma y desde algunos edificios de la avenida Pino Suárez. Posteriormente, dos sospechosos de haber disparado desde los edificios son detenidos y se les decomisan una subametralladora y un rifle M-2, sin embargo, los sospechosos fueron liberados. Investigaciones posteriores señalan que los presuntos tiradores trabajaban para las esferas más altas del gobierno al observarse un disparo que sale desde la Suprema Corte de Justicia de la Nación.

### Septiembre

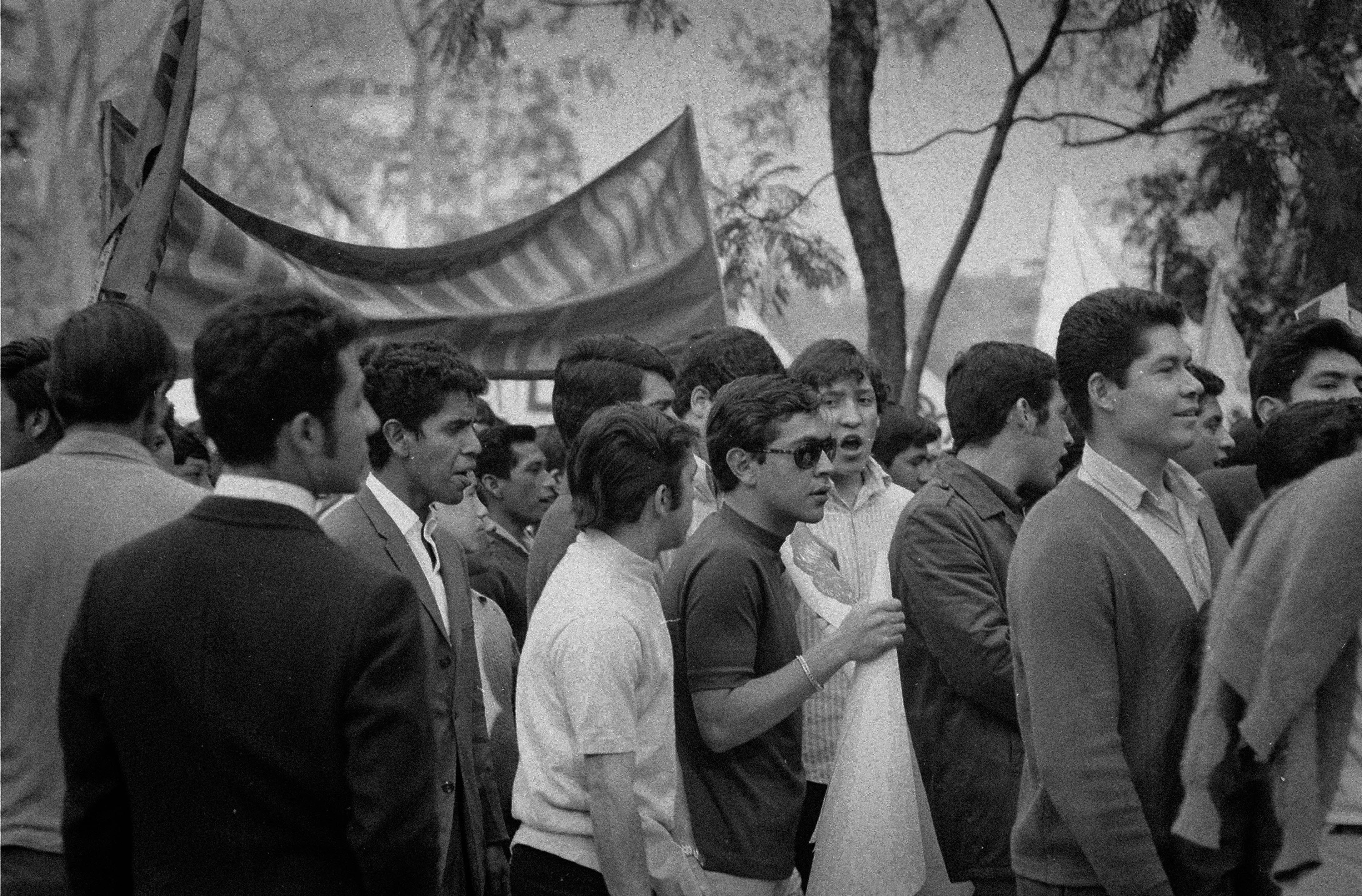
Estudiantes marchando, 1968.

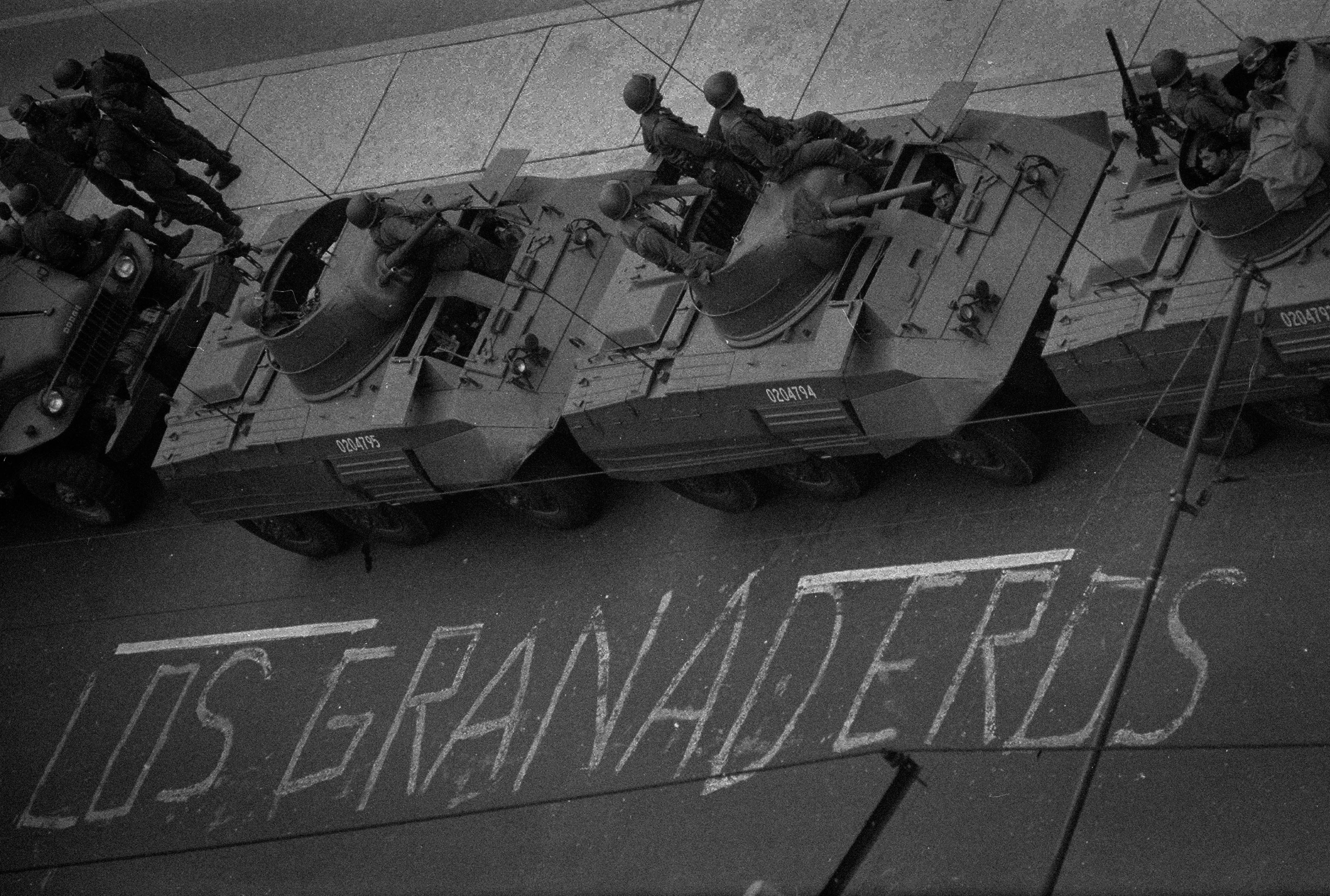
Vehículos militares y una pinta en el suelo de protesta.

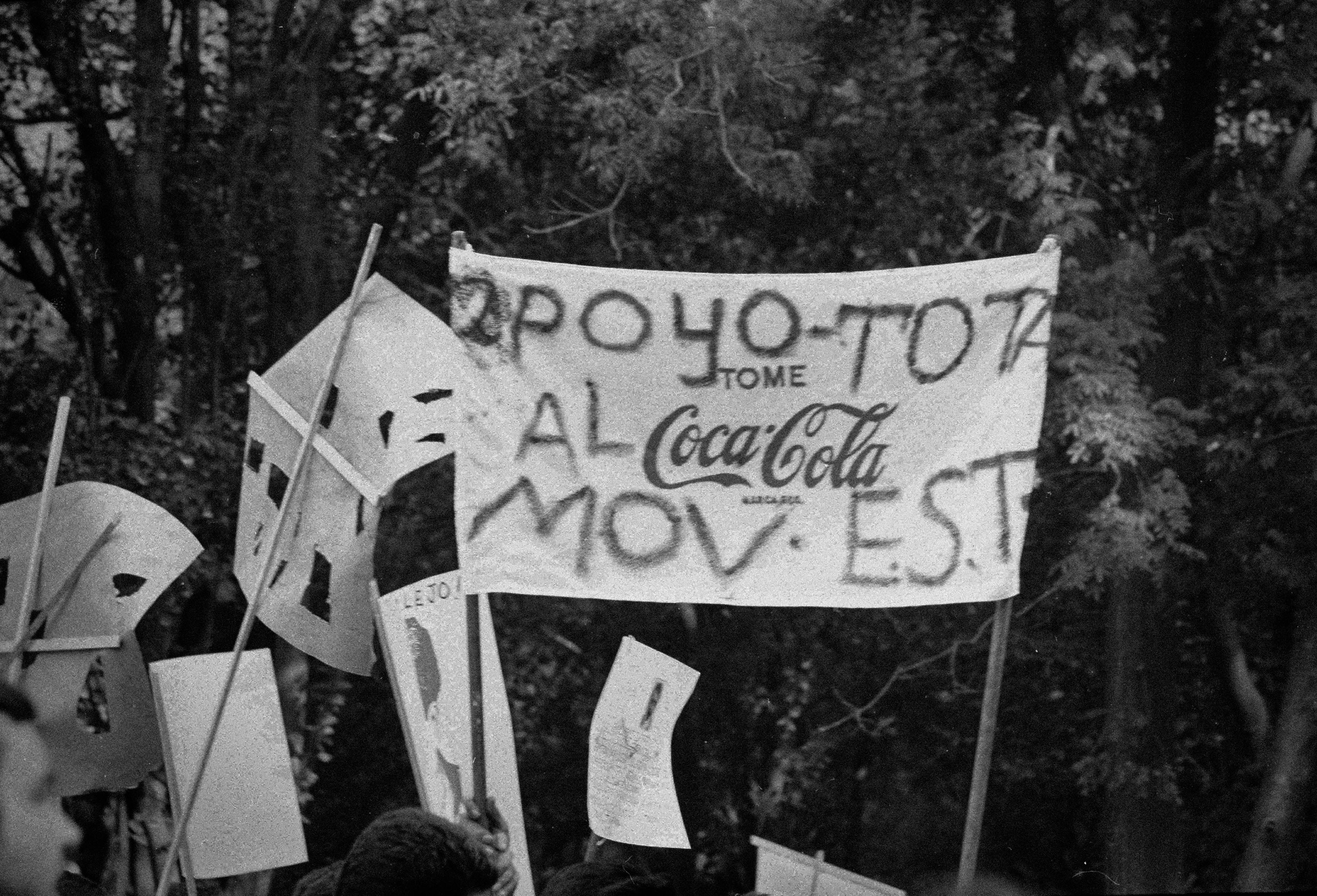
Pancarta de apoyo al movimiento en una marcha.

El 7 de septiembre de 1968, se llevó a cabo un mitin en Tlatelolco, denominado «la Manifestación de las Antorchas». El 13 de septiembre de 1968, tiene lugar «La marcha del silencio», donde los manifestantes marcharon con pañuelos en la boca. El 14 de septiembre de 1968, en un hecho aislado, cuatro trabajadores de la Benemérita Universidad Autónoma de Puebla son linchados en el pueblo de San Miguel Canoa debido a los disturbios estudiantiles en la capital (un suceso que sería llevado a las pantallas de cine con la película Canoa, realizada por Felipe Cazals en 1976). 
El domingo 15 de septiembre de 1968, con motivo del aniversario de la Guerra de Independencia, Heberto Castillo dio El Grito de Independencia en la explanada de Ciudad Universitaria de la UNAM sin imaginar que esto enfurecería al presidente. Tres días después, el 18 de septiembre de 1968, el ejército invadió la Ciudad Universitaria.
El 23 de septiembre de 1968, el rector Barros Sierra presenta su renuncia a la Junta de Gobierno de la UNAM:

Sin necesidad de profundizar en la ciencia jurídica, es obvio que la autonomía ha sido violada [...] Me parece importante añadir que, de las ocupaciones militares de nuestros edificios y terrenos, no recibí notificación oficial alguna, ni antes ni después de que se efectuaron [...] Los problemas de los jóvenes solo pueden resolverse por la vía de la educación, jamás por la fuerza, la violencia o la corrupción [..] Estoy siendo objeto de toda una campaña de ataques personales, de calumnias, de injurias y de difamación. Es bien cierto que hasta hoy proceden de gentes menores, sin autoridad moral; pero en México todos sabemos a que dictados obedecen. La conclusión inescapable es que, quienes no entienden el conflicto, ni han logrado solucionarlo, decidieron a toda costa señalar supuestos culpables de lo que pasa, y entre ellos me han escogido a mí [...] Por ello es insostenible mi posición como rector, ante el enfrentamiento agresivo y abierto de un grupo gubernamental. [...] En virtud de las consideraciones anteriores, me veo en la imperiosa necesidad de presentar mi renuncia irrevocable.

El edificio de la Vocacional 5 fue ametrallado por comandos policíacos vestidos de civil, ocasionando grandes destrozos.
En las primeras horas de la noche se inician una serie de choques violentos entre estudiantes y granaderos en las zonas del Casco de Santo Tomás, de la Unidad Nonoalco Tlatelolco y de la Unidad Profesional de Zacatenco. En el Casco de Santo Tomás los estudiantes secuestran autobuses y los colocan en forma estratégica alrededor de las escuelas; abren zanjas y derriban postes «con el fin de impedir el paso de los vehículos policíacos». A las 19 horas arriban al lugar alrededor de mil 500 granaderos en autobuses de pasajeros, y de inmediato rodean las instalaciones del Casco. Los politécnicos incendian los camiones con los que habían bloqueado las calles aledañas al Casco, y desde las escuelas y algunas casas comienzan a arrojar bombas molotov a los policías y a los autobuses en que éstos habían llegado. Los granaderos lanzan en varias ocasiones gases lacrimógenos, pero se repliegan para evadir las bombas molotov que les lanzan. La lucha se extiende hasta la avenida Instituto Técnico, donde los estudiantes queman varios autobuses. En la madrugada del día 24, «cientos de granaderos y soldados, apoyados con tiros de fusil», toman todas las escuelas del Casco de Santo Tomás. Se detienen a 350 estudiantes, hombres y mujeres. Todos ellos son trasladados a las cárceles en autobuses urbanos y vehículos policíacos. En la Unidad Profesional de Zacatenco, los estudiantes también se enfrentan a las fuerzas policíacas.
Las batallas por tomar el Casco de Santo Tomás y la Unidad Profesional Zacatenco duran más de doce horas. Los estudiantes politécnicos defienden sus escuelas a sangre y fuego en contra de los granaderos; así que debe intervenir el ejército. En los primeros minutos del día 24 de septiembre, el general Gustavo Castillo salió con mil soldados de su cuartel general y se dirigió a la Unidad Profesional Zacatenco, en donde ya llevaban tres días de enfrentamientos contra los granaderos. El general Carrillo tomó la Unidad Profesional con el apoyo de mil soldados, 15 carros blindados,  M-1, lanzagranadas y 150 judiciales. El saldo oficial fue de 33 heridos y un muerto. A las tres de la mañana, el general Castillo dejó a 400 soldados custodiando la Unidad Profesional Zacatenco, y con 15 carros blindados y los 600 soldados restastes se dirigió a Santo Tomás. De la batalla por tomar Santo Tomás da cuenta la revista francesa L'Express al informar que en los combates se dispararon más de mil balas y que al final hubo 15 muertos; la información oficial del día redujo el marcador a tres muertos y 45 lesionados. El Doctor Justo Igor de León Loyola (testigo presencial) escribió en su libro, La Noche de Santo Tomás:

Hoy he visto choques sangrientos; enfrentamientos desiguales: ambos (bandos) están armados... ¡Pero, qué diferencia de armas! Pistolas calibre 22 contra rifles M-1. ¡Bazucas contra bombas Molotov! De un lado están elementos capacitados para el uso de armas; son técnicos. En cambio, en el otro, apenas si saben usarlas…

Mientras eso sucede, en la zona de la Unidad Nonoalco Tlatelolco se registran choques entre estudiantes y granaderos Los granaderos recurren a las armas de fuego. Después de un intenso tiroteo, toman la Vocacional 7, y detienen a los estudiantes que se encuentran en el área.
Durante las ocupaciones de la Ciudad Universitaria y del Casco de Santo Tomás, varios informes mencionan la participación de un agrupamiento denominado «Batallón Olimpia», el cual originalmente estaba destinado a cuidar las instalaciones olímpicas y pasó a ser un grupo de choque, y fue responsable de varios enfrentamientos callejeros con los estudiantes de varias vocacionales y preparatorias.
El 27 de septiembre cinco sospechosos son detenidos en Tlatelolco cuando se descubrió que transportaban armas y municiones en esa unidad habitacional.

### Octubre
El 1 de octubre de 1968, el ejército se retiró de la UNAM y el IPN.

### El 2 de octubre de 1968

#### Matanza de Tlatelolco

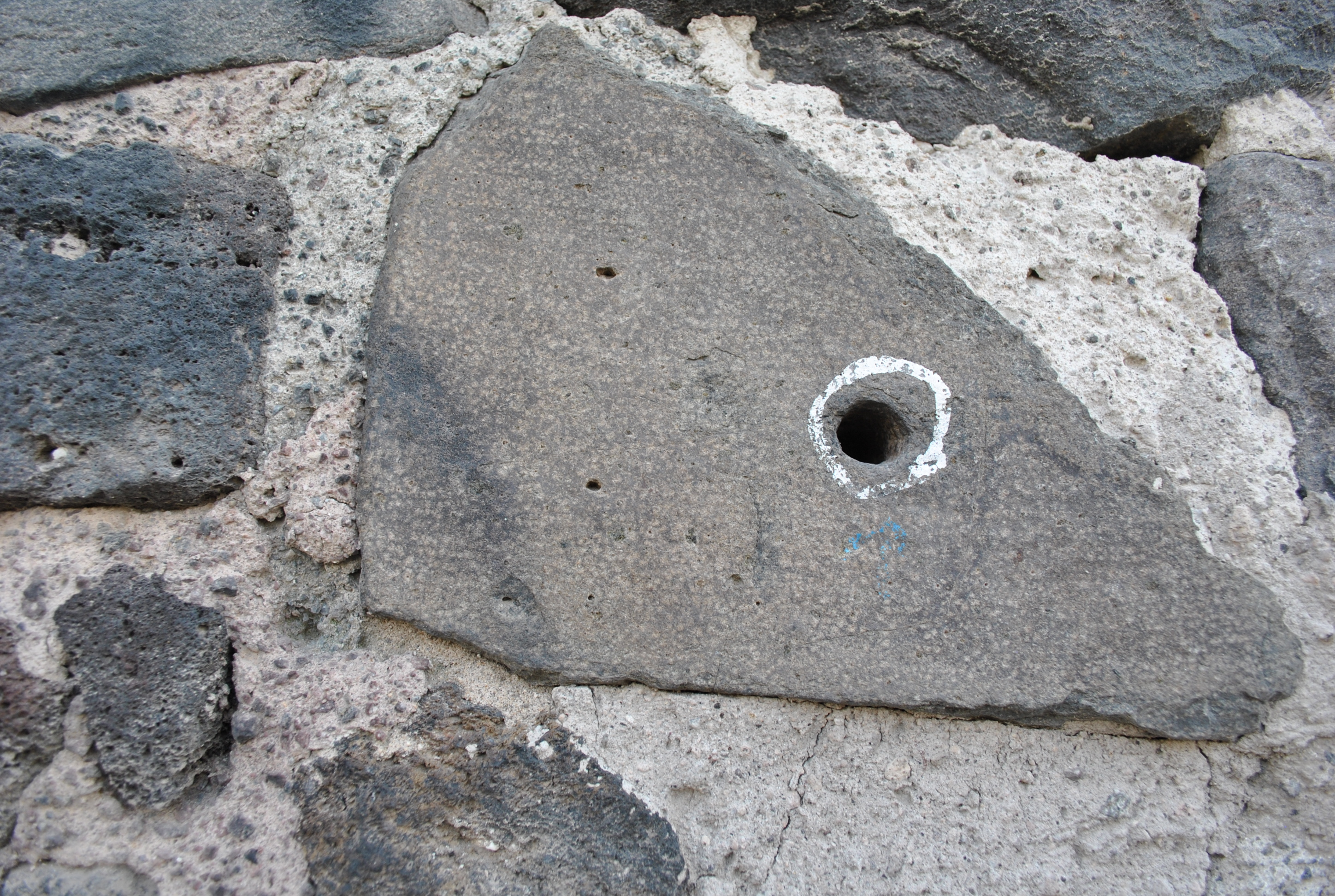
Hoyo de bala en la pared del Templo de Santiago Tlatelolco

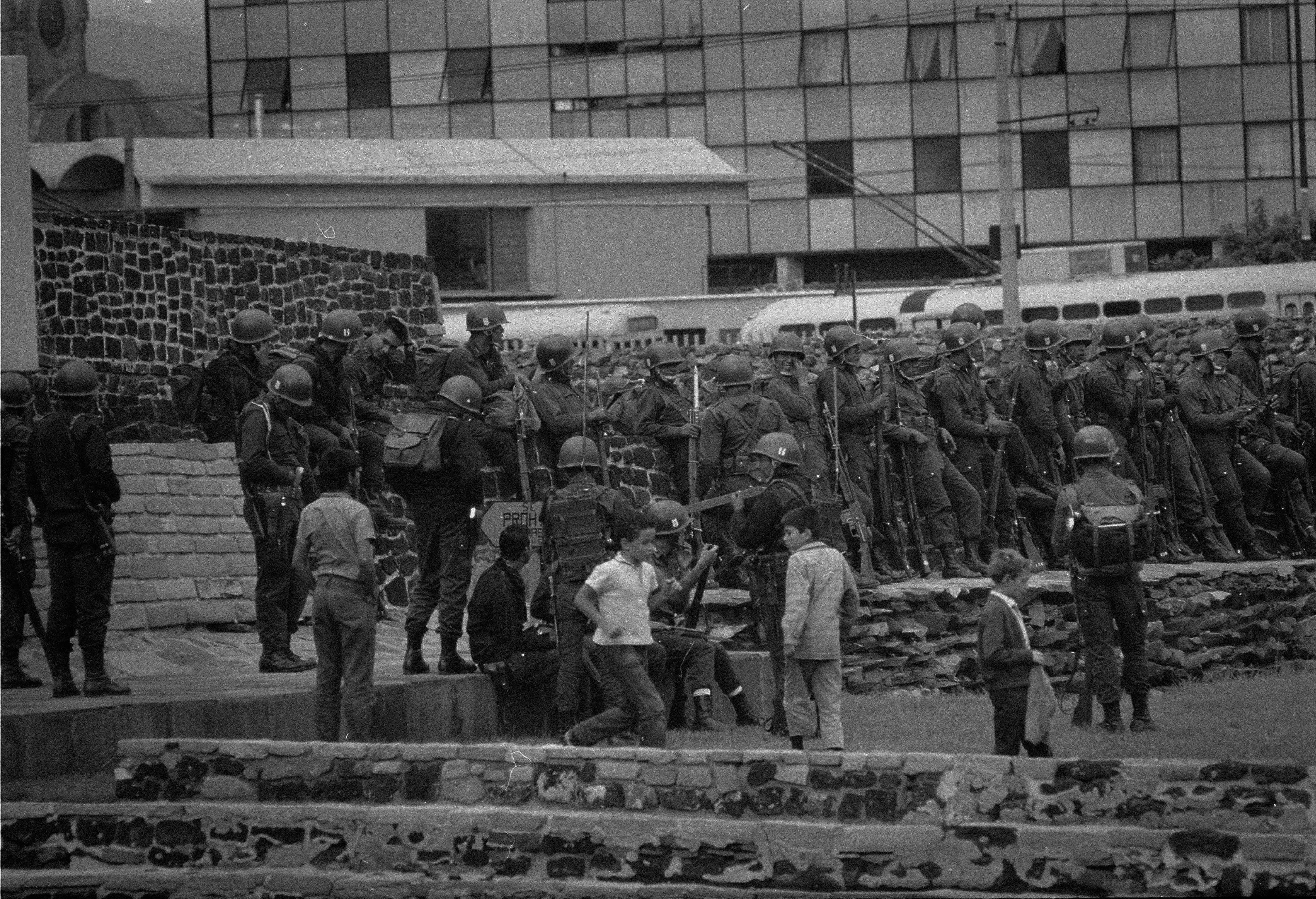
Tropas del Ejército Mexicano en Tlatelolco

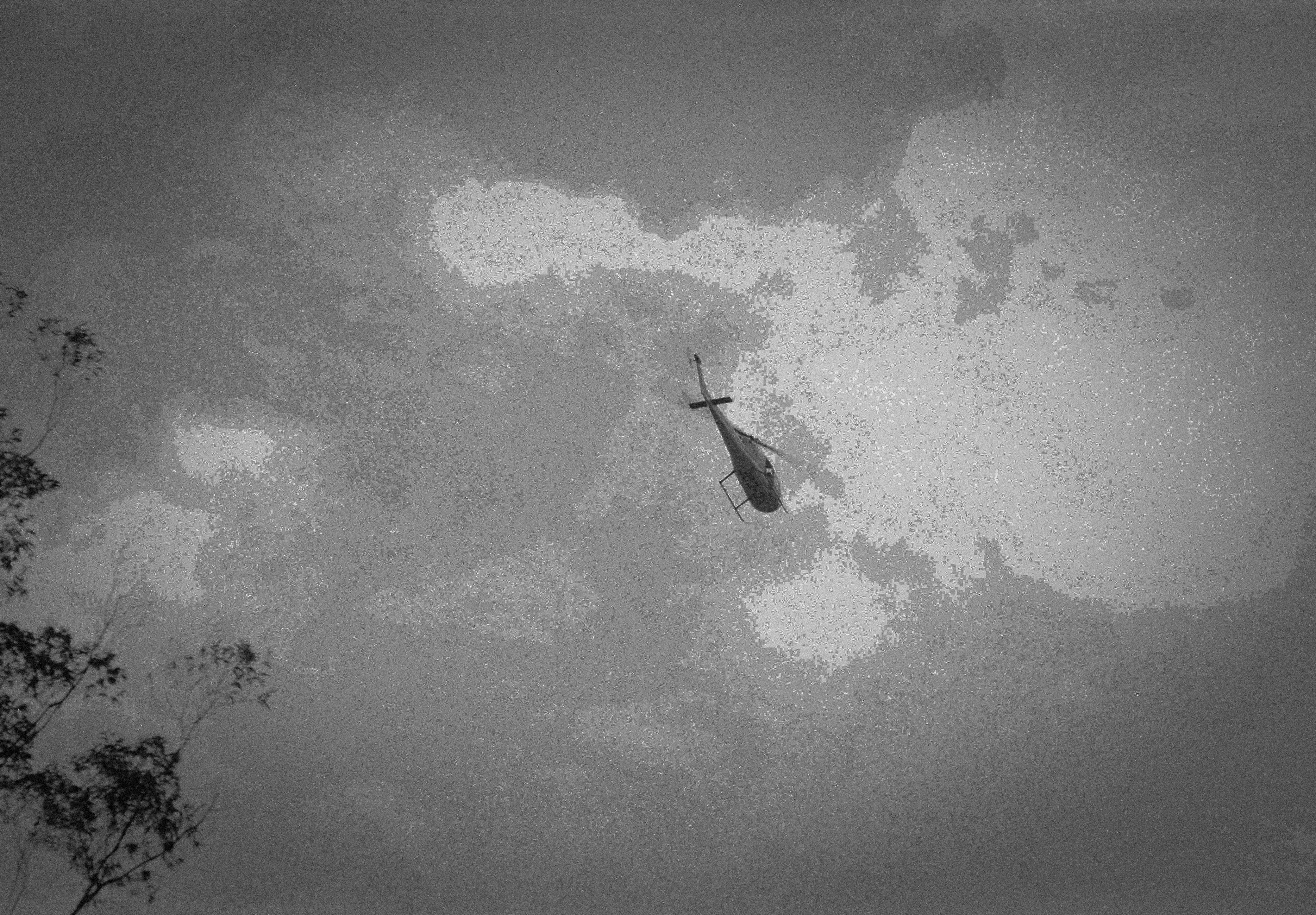
Helicóptero vigilando las actividades de 1968 sobre la Plaza de las Tres Culturas

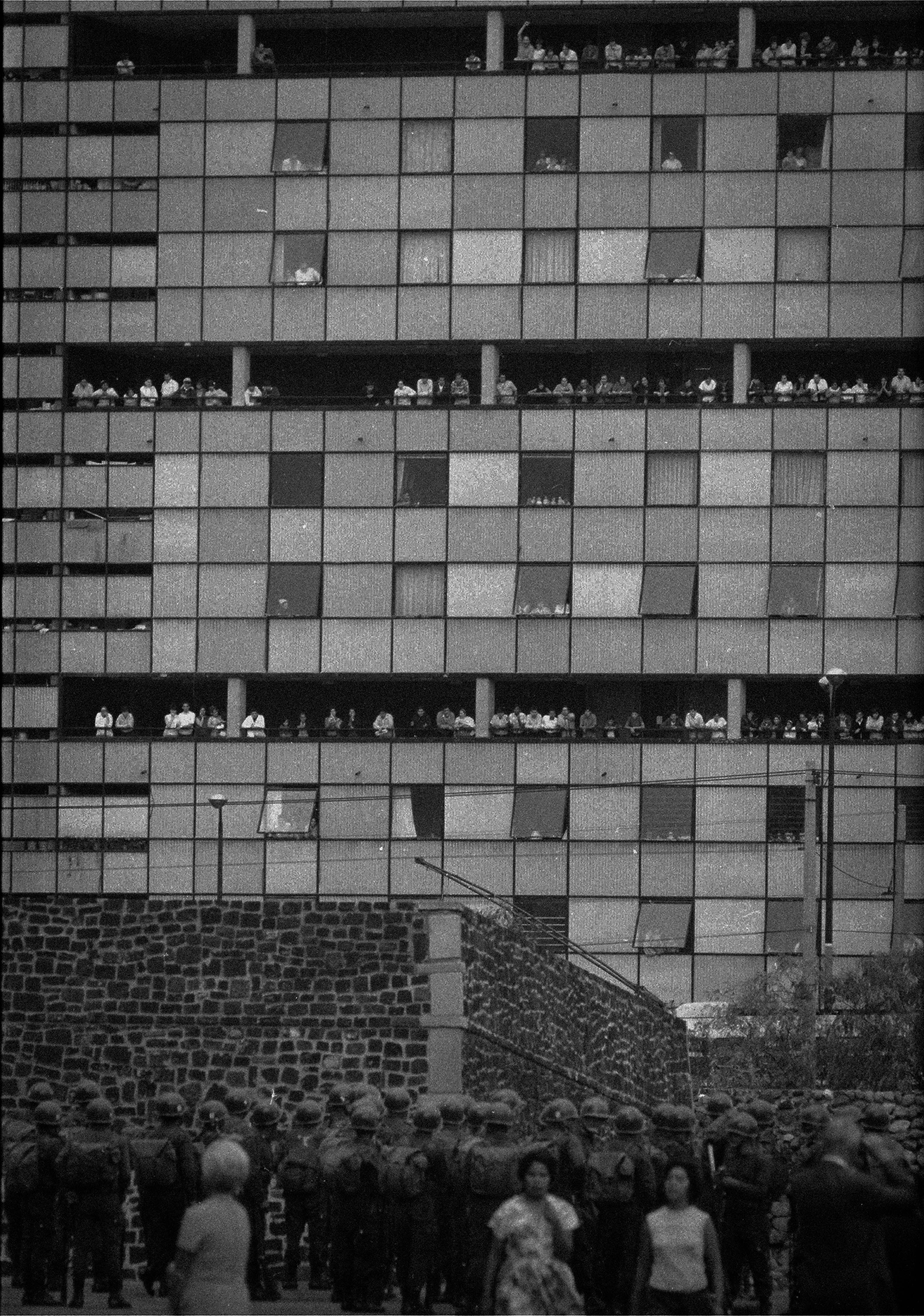
Tropas del Ejército Mexicano en un mitin en la Plaza de las Tres Culturas, Tlatelolco, Ciudad de México.

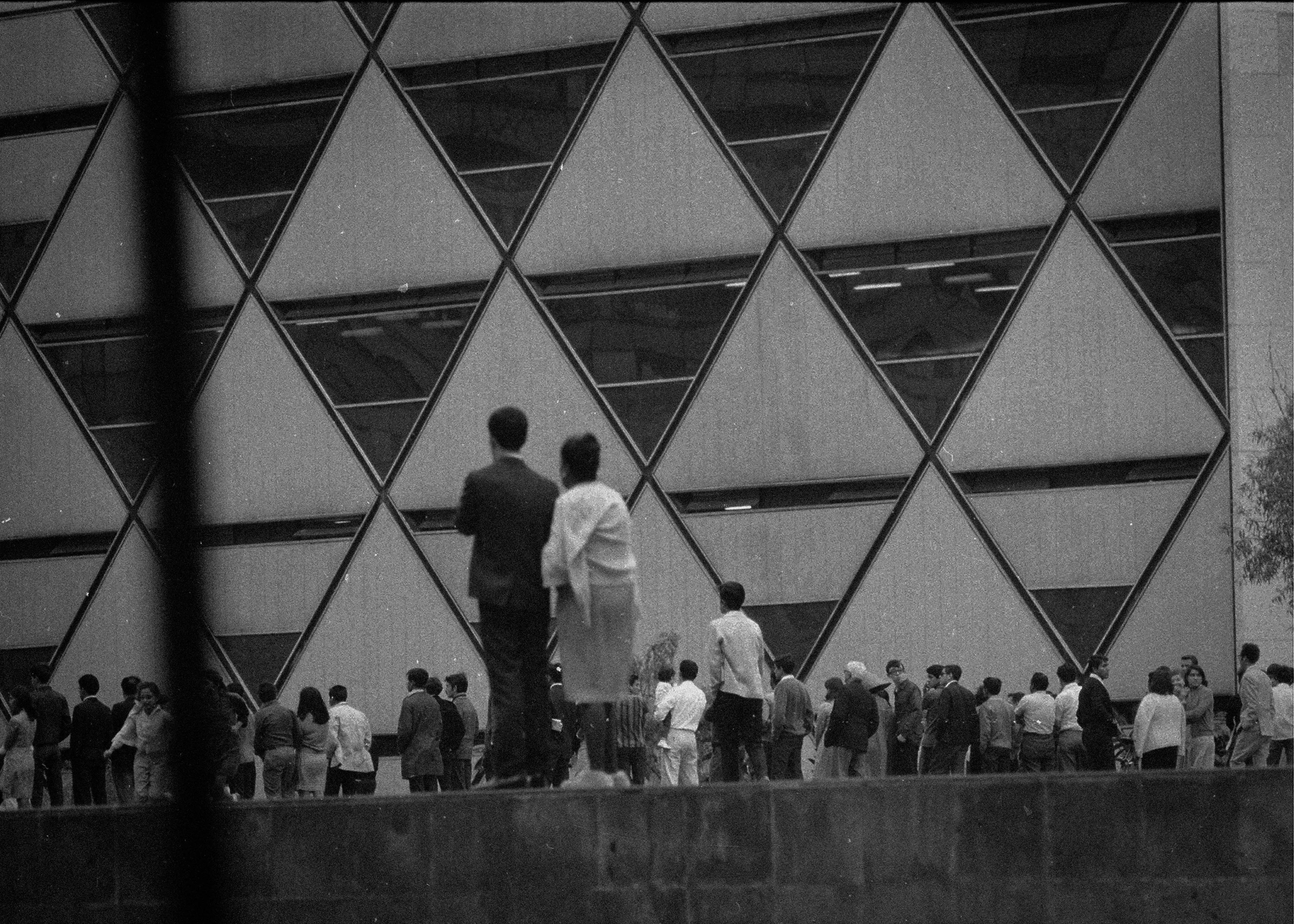
Personas escuchando un mitin en la plaza. Detrás, la Vocacional 7, hoy desaparecida.

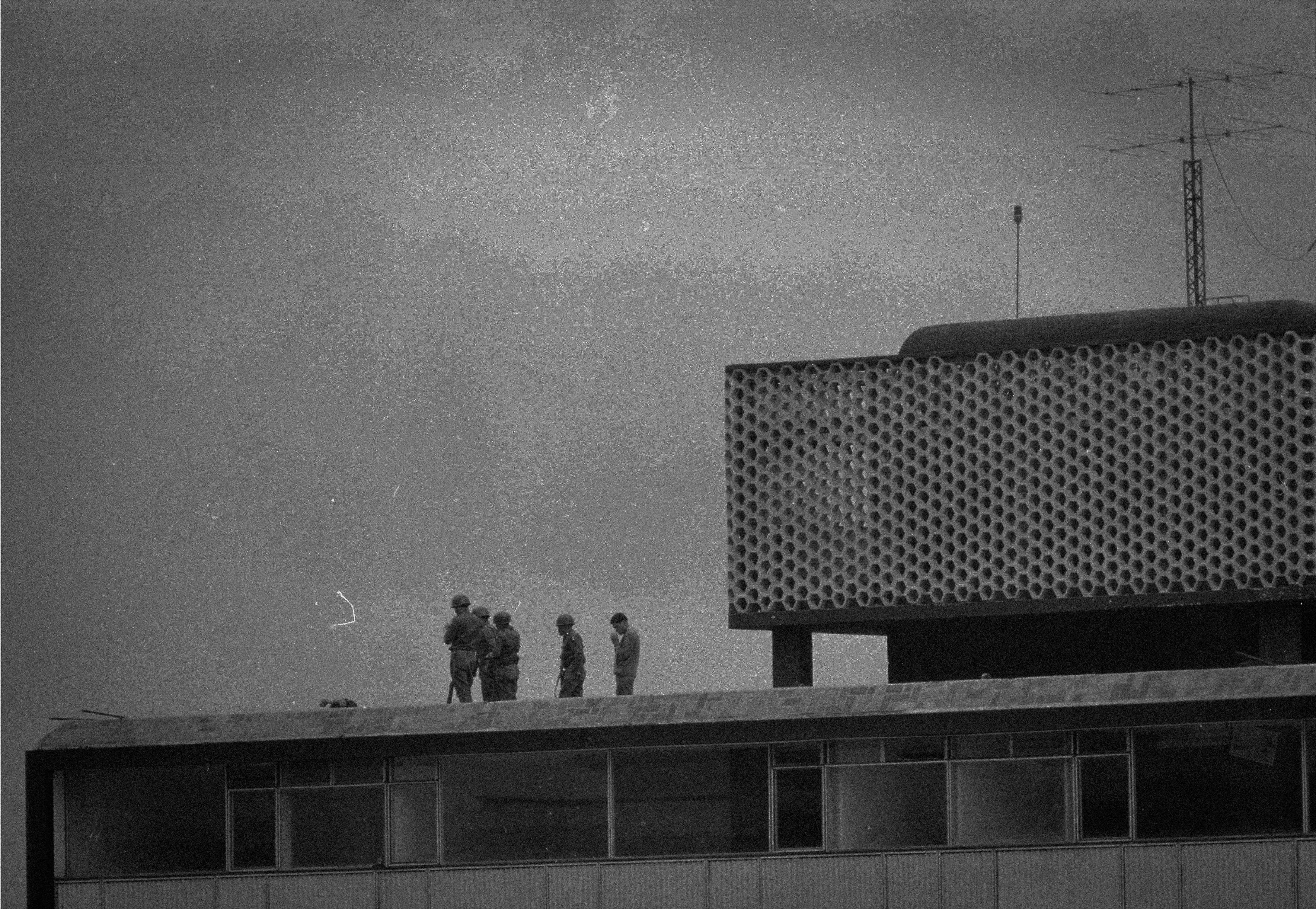
Elementos del ejército en una azotea en Tlatelolco.

Fue el 2 de octubre de 1968, un día después de la salida del ejército del campus de la UNAM, cuando miles de personas se reunieron en la Plaza de las Tres Culturas en Tlatelolco para asistir a un mitin convocado por el Consejo Nacional de Huelga.
Mientras tanto, el ejército vigilaba, como en todas las manifestaciones anteriores, que no hubiera disturbios, principalmente porque el gobierno tenía temor de que fuera asaltada la Torre de la Secretaría de Relaciones Exteriores. Asimismo, contaban con el apoyo de dos helicópteros: uno de la policía y otro del ejército.
Por su parte, miembros del Batallón Olimpia, cuyos integrantes iban vestidos de civiles con un pañuelo o guante blanco en la mano izquierda, se infiltraban en la manifestación hasta llegar al tercer piso del edificio Chihuahua donde se encontraban los oradores del movimiento y varios periodistas.
Cerca de las 5:55 de la tarde, dos bengalas rojas fueron disparadas desde la torre de Tlatelolco. A las 6:10, sobrevoló la plaza un helicóptero del cual dispararon bengalas, la primera verde y la segunda roja, presumiblemente, como señal para que los francotiradores del Batallón Olimpia apostados en los edificios Chihuahua, 2 de Abril, 15 de Septiembre, I.S.S.S.T.E. 11, Revolución de 1910 y la Iglesia de Santiago así como varios miembros del Batallón Olimpia parapetados en los departamentos del Chihuahua y en el corredor del tercer piso, abrieran fuego en contra de los manifestantes y militares que resguardaban el lugar, para hacerles creer a estos últimos que los estudiantes eran los agresores. Los militares, en su intento de defenderse, repelieron «la agresión de los estudiantes», pero ante la confusión, los disparos no fueron dirigidos contra sus agresores, sino hacia la multitud de manifestantes que se encontraban en la plaza de Tlatelolco.
Muchos manifestantes que lograron escapar del tiroteo se escondieron en algunos departamentos de los edificios aledaños, pero esto no detuvo a los miembros del ejército, que -sin orden judicial- irrumpieron en algunos de los departamentos de los edificios de la Unidad Tlatelolco, para capturar a los manifestantes. Horas después, la plaza estaba llena de cadáveres y personas heridas. Los estudiantes fueron llevados a culatazos a dos lugares: las puertas de los elevadores del edificio Chihuahua, donde fueron desvestidos quedando solamente en ropa interior y golpeados, y al exconvento situado al lado de la Iglesia de Santiago-Tlatelolco, donde reunieron a aproximadamente 3000 detenidos. Otros fueron desnudados en las paredes del convento, donde un mes después aún podían ser vistas manchas de sangre en los muros –entonces– blancos de la construcción. Los periodistas fueron registrados y confiscados sus rollos usados y vírgenes, algunos incluso fueron desvestidos y otros, como Oriana Fallaci, resultaron heridos. La Plaza fue limpiada por el cuerpo de bomberos y la tropa de soldados se mantuvo ahí hasta el 9 de octubre. Varios testigos aseguran que durante este lapso, el Batallón Olimpia se disfrazó de empleados de luz y agua para poder buscar estudiantes fácilmente. Los detenidos, por su parte, fueron enviados a distintas cárceles de la Ciudad de México; los cabecillas fueron enviados al Campo Militar número uno o al «Palacio Negro» de Lecumberri así como al Campo Militar n.º 1.
Aún se desconoce la cifra exacta de los muertos y heridos. El gobierno mexicano manifestó en 1968 que fueron solo 20 muertos; tres años más tarde, la escritora Elena Poniatowska, en su libro La noche de Tlatelolco, publicó la entrevista de una madre que buscó entre los cadáveres a su hijo y reveló que por lo menos había contado 65 cadáveres en un solo lugar. El periodista inglés John Rodda, en sus investigaciones independientes, durante las que entrevistó sobrevivientes y testigos de los sucesos en los hospitales, calculó que el saldo fue de 325. Años más tarde, en una segunda investigación, el número se rebajaría a 250.
Algunos autores, como Jorge Castañeda Gutman, creen que todo uso de la fuerza pública comenzó a ser magnificado por la población luego de la operación contra los estudiantes en Tlatelolco. Este autor sostiene que los estudiantes asesinados fueron 68, y que también murió 1 soldado.
Sin embargo, la BBC de Londres, en una acotación hecha en el 2005 al despacho informativo original del 2 de octubre de 1968, y luego de conocerse las implicaciones de la CIA en los hechos, sostiene que el número de víctimas oscila entre 200 y 300, y que los cuerpos rápidamente fueron retirados en camiones de transporte de basura.
En general las estimaciones calculan el número de muertos en un rango que va de los 200 hasta los 1500. Testigos afirman que hubo grúas recogiendo centenares de cadáveres que había a su paso para luego ser arrojados e incinerados.

#### Los juegos Olímpicos
El sábado 12 de octubre de 1968, Díaz Ordaz se presenta en el Estadio Olímpico de la Ciudad Universitaria de la UNAM para inaugurar los XIX Juegos Olímpicos, bautizados como la olimpiada de la paz. Durante la ceremonia, un grupo de manifestantes lanzó un papalote de color negro en forma de paloma sobre el palco en donde se encontraban el presidente y su comitiva, en repudio por la matanza del 2 de octubre.

#### Repudio de la masacre
Pese a la fuerte estrategia de censura del gobierno de México, luego de saberse la noticia de la matanza del 2 de octubre, se suscitaron diversos actos y hechos asociados de repudio. El caricaturista Abel Quezada publicaría como cartón el 3 de octubre en el diario Excélsior un recuadro negro con la leyenda "¿Por qué?" Algunos funcionarios mexicanos como Sergio Pitol, que se desempeñaba como agregado cultural en Belgrado, renunciaron a su puesto. Se ha dicho que hizo lo mismo Octavio Paz como embajador de México en la India, si bien el escritor se colocó "a disponibilidad" y continuó cobrando un sueldo como parte del servicio diplomático mexicano hasta 1973.
A nivel internacional, en un comienzo se sabía poco de la reciente matanza de estudiantes debido a la fuerte censura que ejerció el gobierno mexicano hacia los medios de comunicación –nacionales y extranjeros– para evitar una mala imagen internacional. Sin embargo: 

Una fuente importante para seguir lo que ocurría con el movimiento estudiantil de 1968 en México fue la prensa extranjera, principalmente en el caso de los embajadores europeos. Muchos reporteros de medios internacionales estaban ya presentes en el país para cubrir los Juegos Olímpicos, que comenzaron el 12 de octubre, cuando sucedió la trágica represión de Tlatelolco.

En algunos casos se persiguió a periodistas dentro y fuera del país en caso de difundir la noticia en cualquier medio de comunicación. Sin embargo, la noticia sí llegó a oídos de los movimientos juveniles de Latinoamérica y Europa. En Centro y Sudamérica las embajadas mexicanas fueron apedreadas;[cita requerida] hubo marchas en Santiago de Chile.[cita requerida] Se hizo un mitin en Londres frente a la embajada mexicana en simpatía con el movimiento y en protesta por la represión cada vez más sangrienta por parte del gobierno;[cita requerida] hubo también marchas en Toulouse y en París (Francia). En Alemania, la embajada de México fue grafiteada con «SS» rúnicas y cruces gamadas[cita requerida]; la Unión de los Estudiantes Suecos organizó una manifestación frente a la embajada de México[cita requerida] y un mitin similar en Helsinki, Finlandia, fue disuelto por la policía;[cita requerida] el Consejo de Estudiantes de los Países Bajos solicitó que sus atletas no participaran en los Juegos Olímpicos y el consulado mexicano en ese país fue ocupado.[cita requerida] En Moscú, los estudiantes latinoamericanos de la Universidad Patricio Lumumba, protestaron frente a la embajada mexicana. El embajador de Bélgica en México, Jacques Groothaert, expresaba que "el gobierno de Díaz Ordaz estaba actuando con una fuerza innecesaria contra los estudiantes, y creía que las reivindicaciones del movimiento universitario eran legítimas frente a un sistema democrático "de caricatura". El expresidente Lázaro Cárdenas estaba incrédulo por la actuación del ejército contra el pueblo mexicano.
Se ha atribuido al periodista Jacobo Zabludovsky la frase "Hoy fue un día soleado (sic), que en general se usa como ejemplo de como los medios de comunicación y el gobierno estaban en complicidad para tapar lo ocurrido. Aunque no existe evidencia de que el periodista haya ocurrido dicha afirmación. Los medios de comunicación masiva se limitaron a difundir la versión oficial de los hechos de un zafarrancho. Solo el noticiario televisivo Noticias Excélsior habría transmitido una grabación de 8 minutos con imágenes tomadas en Tlatelolco, razón que habría ameritado la cancelación posterior de dicho segmento por orden presidencial.

### Últimos días
3 de octubre

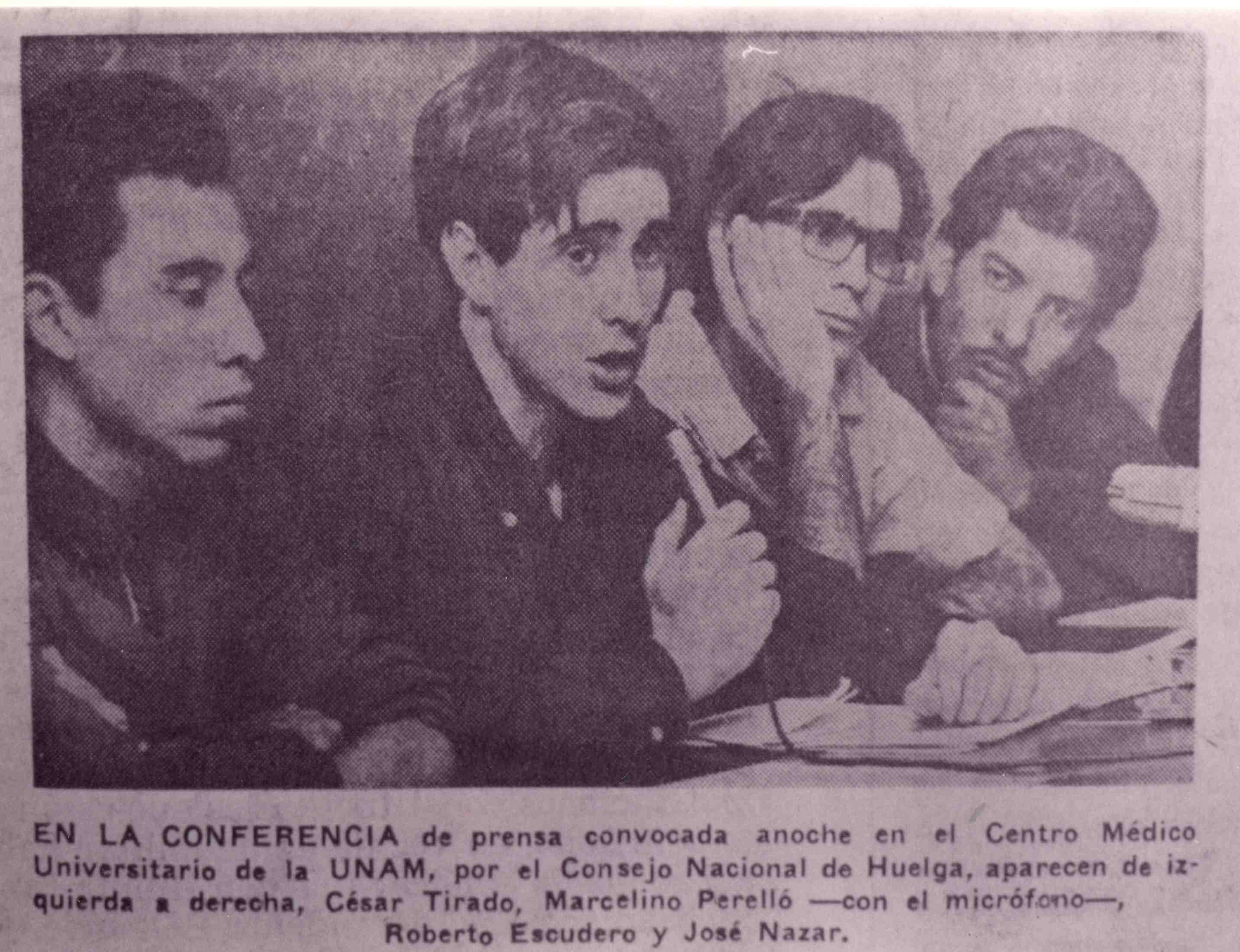
Primera conferencia de prensa convocada por el Consejo de Huelga de la UNAM el 5 de octubre. Con micrófono, Marcelino Perelló Valls, hijo del activista catalán Marcelino Perelló Domingo.

El 3 de octubre, el general Marcelino García Barragán, entonces secretario de la Defensa Nacional, da una conferencia de prensa, en la que justifica la intervención del ejército: «Se ordenó un dispositivo para evitar que los estudiantes fueran del mitin de Tlatelolco al Casco de Santo Tomás, el ejército intervino en Tlatelolco a petición de la policía y para sofocar un tiroteo entre dos grupos de estudiantes». Y asienta: «el comandante responsable soy yo. No se decretará el estado de sitio. México es un país donde la libertad impera y seguirá imperando». Y amenaza con actuar con la misma energía si «aparecen más brotes de agitación».
Los soldados continúan cateando los edificios cercanos a la Plaza de la Tres Culturas en busca de estudiantes que se habían refugiado en ellos durante la refriega del día anterior. Muchos jóvenes son detenidos y conducidos al corredor de la planta baja del edificio Chihuahua, donde permanecen varias horas con los brazos en alto. Según informes oficiales, las cifras de personas civiles muertas y heridas en Tlatelolco, registradas hasta este día, son 30 muertos y 70 heridos; 53 de ellos heridos graves. También se notifica que en el Campo Militar Número Uno están detenidas 1500 personas. El Senado de la República, en un documento oficial firmado por 30 legisladores de la Gran Comisión, «justifica plenamente» la intervención de la fuerza pública el 2 de octubre.
5 de octubre
El 5 de octubre el Consejo Nacional de Huelga da una conferencia de prensa, en la que declara: Los estudiantes no provocaron ni prepararon o realizaron los sangrientos sucesos del 2 de octubre. Quienes dieron pretexto para la represión militar fueron grupos de individuos que ametrallaron al ejército y al pueblo, los cuales se identificaban entre sí por medio de un guante o venda en la mano izquierda, los mismos que fueron vistos por algunos estudiantes hacer arrestos y acatar órdenes de las autoridades policiacas. El grupo mencionado causó la muerte con su acción a 150 civiles y 40 militares. El propósito de la brutal represión del 2 de octubre era aprehender a todos los miembros del CNH para descabezar el movimiento.
17 de octubre
El 17 de octubre 58 estudiantes presos en Lecumberri dan a conocer al pueblo de México su testimonio:

1. El miércoles 2 de octubre en la Plaza de Tlatelolco, algunos de nosotros participamos en un mitin completamente pacífico y fuimos testigos de que personas vestidas de civil, que posteriormente pudimos saber que pertenecen al cuerpo especial del Ejército Mexicano llamado Batallón 'Olimpia' y a los cuerpos policiacos del D. F., junto con uniformados del mismo ejército, dispararon, sin miramiento alguno, contra la gente inerme e indefensa que participaba en el mitin.
2. Después de los sangrientos sucesos de ese día, fuimos detenidos con todo lujo de violencia, unos en el lugar de los hechos y otros en casas particulares o en la calle, en todos los casos no hubo, por parte de nosotros, resistencia alguna a nuestra detención.
3. Ninguno de nosotros hizo uso de ninguna arma de fuego, contrariamente a lo que se nos imputa.
4. La mayoría, después de ser detenidos, fuimos salvajemente golpeados por elementos policiacos y militares, en locales que ocupan el Servicio Secreto, la Dirección Federal de Seguridad y el Campo Militar No. 1.
5. Fuimos sometidos a interrogatorios y torturas y dentro de este clima de tensión se nos forzó a declarar ante el Ministerio Público.
6. Ninguno de nosotros ha recibido consignas del Consejo Nacional de Huelga para hacer uso de la violencia y este organismo, a nuestro entender, sólo ha utilizado formas pacíficas y legales de lucha.
7. Todos nosotros estamos seriamente preocupados por la suerte que corre el compañero Raúl Álvarez Garín, miembro del Consejo Nacional de Huelga que, nos consta, hasta el miércoles 9 de este mes, permanecía preso en la prisión del Campo Militar No. 1. Hasta la fecha el compañero Raúl Álvarez no ha sido consignado ante ningún juzgado, por lo que exigimos se haga público su paradero y se respete su integridad física…

El 19 de octubre son declarados formalmente presos Raúl Álvarez Garín y Miguel Eduardo Valle Espinosa, miembros del Consejo Nacional de Huelga. En un documento oficial se indica que del 26 de julio al 24 de octubre de 1968 se han efectuado la aprehensión de aproximadamente 5000 personas, de las cuales se han consignado al 10 por ciento aproximadamente.
El 25 de octubre en asambleas efectuadas en la Unidad Profesional de Zacatenco, los estudiantes se pronuncian por no regresar a clases en tanto no se obtenga la libertad de los estudiantes presos. El 27 de octubre fueron clausurados los XIX Juegos Olímpicos.
El 29 de octubre a las 12:30 horas, la Secretaría de la Defensa Nacional entregó a las autoridades del IPN los edificios e instalaciones que habían sido ocupados por el ejército desde el 24 de septiembre. El Consejo Nacional de Huelga efectúa asambleas generales en diversas facultades y escuelas de la Ciudad Universitaria y de la Unidad Profesional de Zacatenco. En todas las asambleas se confirma que el movimiento estudiantil debe proseguir hasta la solución de las demandas contenidas en el pliego petitorio de seis puntos.
El 31 de octubre a las 17:30, se inició en la explanada de la Ciudad Universitaria el «Mitin de la Unidad», programado por el CNH para mostrar la continuidad de la unidad del estudiantado y del movimiento. En el mitin se toma el acuerdo de celebrar asambleas generales en todas las escuelas del IPN y de la UNAM a partir del 4 de noviembre, para que la base estudiantil decida la forma que adoptará el movimiento en las nuevas circunstancias.

#### Noviembre
Durante el mes de noviembre el gobierno mexicano prosiguió la represión y persecución tanto de objetivos que consideraba estratégicos a detener como de participantes en el movimiento estudiantil que intentaba proseguir. Se montaron operativos policiacos tanto por Servicios Especiales de la Jefatura de la Policía de la Ciudad de México como de agentes encubiertos de la Dirección Federal de Seguridad, con el fin de detener a las y los estudiantes que intentaban hacer pintas o repartir propaganda. Dentro de estas acciones se suscitaron detenciones arbitrarias y ejecuciones extrajudiciales, como la de:

Luis González Sánchez, estudiante de primer año de la Facultad de Medicina de la UNAM, fue ejecutado el 17 de noviembre de 1968 por Julio Martínez Jiménez, cabo del batallón Motorizado de la Jefatura de Policía. El cabo lo mató de un tiro en la espalda, a la 1:00 a.m. mientras realizaba una pinta junto con otros estudiantes
Reporte de inteligencia de la DFS, 17 de noviembre de 1968

como de:

El estudiante Jesús Romero Bucio fue asesinado por el agente de tránsito José Jaramillo Yánez, el 68/ 11/ 22/ 11 cuando el primero intentaba realizar una pinta. Esto provocó el secuestro de camiones, bloqueos al tránsito y oradores agresivos terminándose los problemas a las 23:40 hrs.
Reporte de inteligencia de la DFS

El 3 de noviembre el secretario de Educación Pública difunde un mensaje a través de la radio y la televisión, llamando a los estudiantes a restablecer la normalidad escolar. Por su parte, el director de la Escuela Nacional de Agricultura de Chapingo, Gilberto Palacios, informa que ha invitado a los alumnos, mediante cartas y telegramas, a que regresen a clases, anunciando que estas reanudarán el 2 de diciembre del año en curso.
El 4 de noviembre durante todo el día, se realizan asambleas en diversos planteles de la UNAM, del IPN y en la Escuela Nacional de Maestros para conocer la posición del estudiantado en torno a la continuidad o suspensión de la huelga estudiantil. Se informa que, en las asambleas, los estudiantes han acordado "continuar el paro y no volver a clases hasta que haya sido solucionado el pliego petitorio de seis puntos"; también han decidido «dirigirse hacia los sectores obreros y campesinos en busca de su apoyo».
El 11 de noviembre aumentan las presiones para que los estudiantes retornen a clases y circulan rumores de una posible intervención del estado en la UNAM. Ese día, luego de dar una conferencia en Ciudad Universitaria, el escritor y activista José Revueltas fue detenido en la colonia Portales. Revueltas era señalado por la prensa de ser el "autor intelectual" del movimiento.
El 14 de noviembre el CNH somete a la consideración del estudiantado y del pueblo de México, lo siguiente:
1. «Que no es posible pensar en el retorno a clases en tanto no se cumplan plenamente las 3 condiciones que hemos fijado para ir al diálogo público.»
2. «Que respecto al diálogo público mantenemos la misma posición, aun cuando éste se lleve a cabo habiendo iniciado las labores académicas.»

En conferencia de prensa, el CNH anuncia que una comisión de estudiantes de la Facultad de Filosofía y Letras está elaborando un proyecto de estudio que servirá de base para que la UNAM sea en el futuro una universidad crítica y desarrolle su labor académica dentro de la autogestión. Igualmente se informa que la Facultad de Derecho está preparando un estudio acerca de la reestructuración de la policía.
El 17 de noviembre se hacen nuevos llamados a los estudiantes para que regresen a clases, advirtiendo de los peligros que corren las instituciones educativas si insisten en sostener la huelga. En ese sentido se pronuncian los directivos de las escuelas del Instituto Politécnico Nacional; así como el Consejo Universitario de la UNAM.
El 21 de noviembre en reunión del Consejo Nacional de Huelga se vota unánimemente por el retorno a clases. Aunque se acuerda que esta deliberación sea sometida a la consideración de las asambleas de todas las escuelas en huelga, para que la base estudiantil determine una solución definitiva.

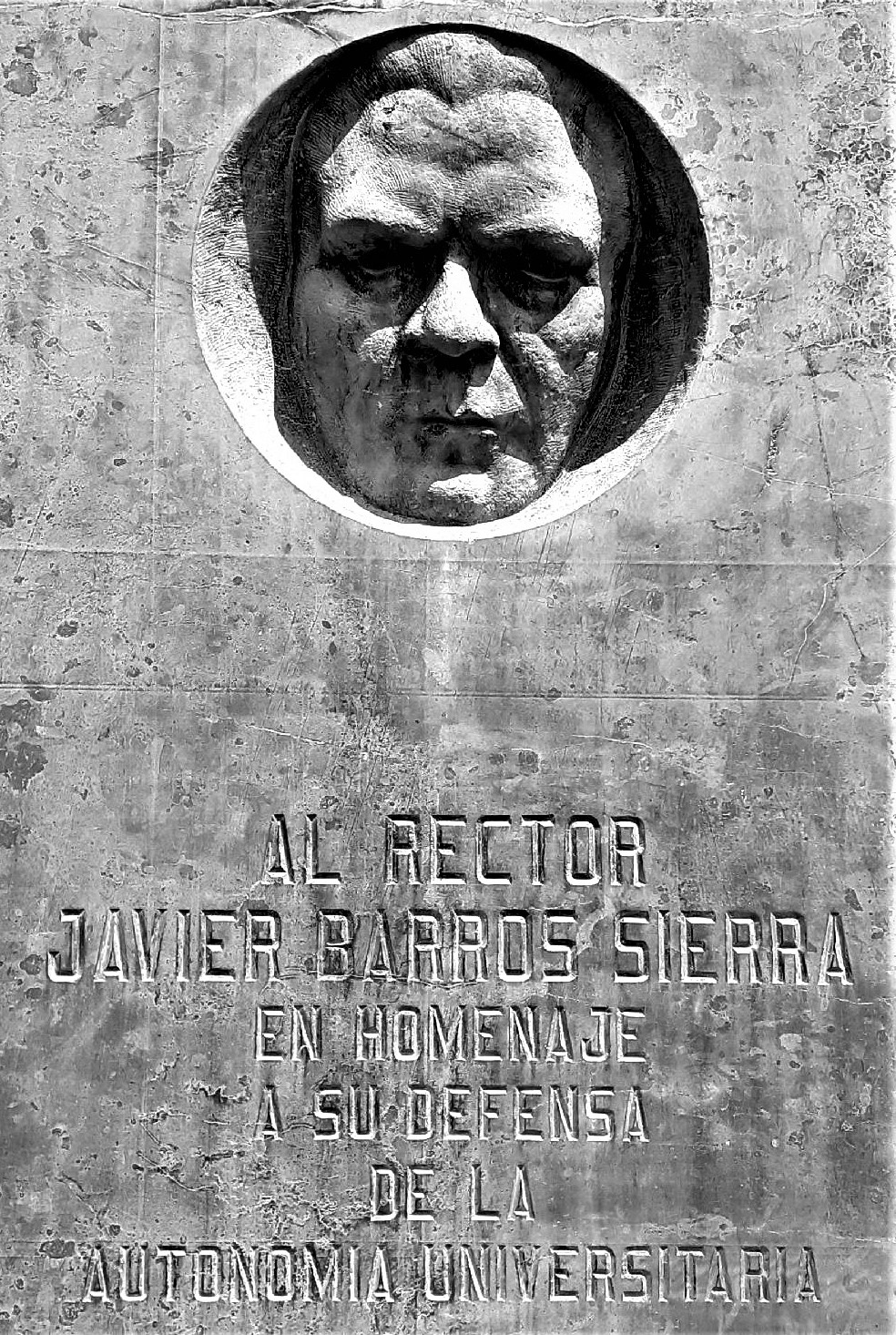
Monumento al Rector Javier Barros Sierra en Ciudad Universitaria.

El 22 de noviembre el rector Barros Sierra llama al retorno a clases para el próximo lunes 25. Se celebran asambleas en las diversas escuelas en huelga, para someter a consideración del estudiantado la propuesta del Consejo Nacional de Huelga de regresar a clases. En las asambleas se producen encendidas polémicas y resoluciones encontradas: unas escuelas se pronuncian por levantar el paro, otras deciden prolongar la huelga. Los estudiantes del IPN, en asamblea celebrada en el auditorio de la Unidad Profesional de Zacatenco, rechazan la propuesta del CNH.
El 25 de noviembre se realizan asambleas estudiantiles en casi todos los planteles del IPN, de la UNAM, en la Escuela Nacional de Maestros y en la Escuela Normal Superior de México. Nuevamente las reuniones estudiantiles se caracterizan por las encendidas discusiones entre los partidarios de la huelga y los que están a favor del retorno a clases.
El 6 de diciembre, reunidos en la Escuela Superior de Ingeniería Mecánica y Eléctrica del IPN, la mayoría de los miembros del CNH, en su calidad de representantes de las diversas escuelas en huelga, decide por votación disolver este organismo. Se anuncia que con el objeto de continuar el movimiento estudiantil se procederá a fortalecer los comités coordinadores de lucha de los planteles de la UNAM y el IPN, así como los de Chapingo y de las escuelas normales. La tarea inmediata de los referidos comités coordinadores será organizar una manifestación para el 13 de diciembre, denominada «Gran Marcha de Protesta», cuyo recorrido sería entre la Ciudad Universitaria y el Casco de Santo Tomás.
El 12 de diciembre el Gobierno del Distrito Federal niega la autorización para la realización de la manifestación estudiantil programada para el 13 de diciembre. La Jefatura de Policía advierte: «ese acto no será permitido por carecer del permiso respectivo».
El 13 de diciembre, la manifestación estudiantil sale de la Ciudad Universitaria. En Insurgentes están estacionados tanques militares, patrullas y camiones con granaderos, con la orden de impedir el avance de la manifestación. Los estudiantes, con el recuerdo reciente de la matanza del 2 de octubre, retroceden y regresan a Ciudad Universitaria. Al mismo tiempo, agrupamientos del ejército y de la policía se encuentran estacionados en las cercanías de los centros de estudio del Politécnico, en Zacatenco y en el Casco de Santo Tomás, con el mismo objeto de impedir la movilización de los estudiantes.
El 16 de enero de 1969 fue detenido Fausto Trejo.

## Estrategia del Estado mexicano contra el movimiento

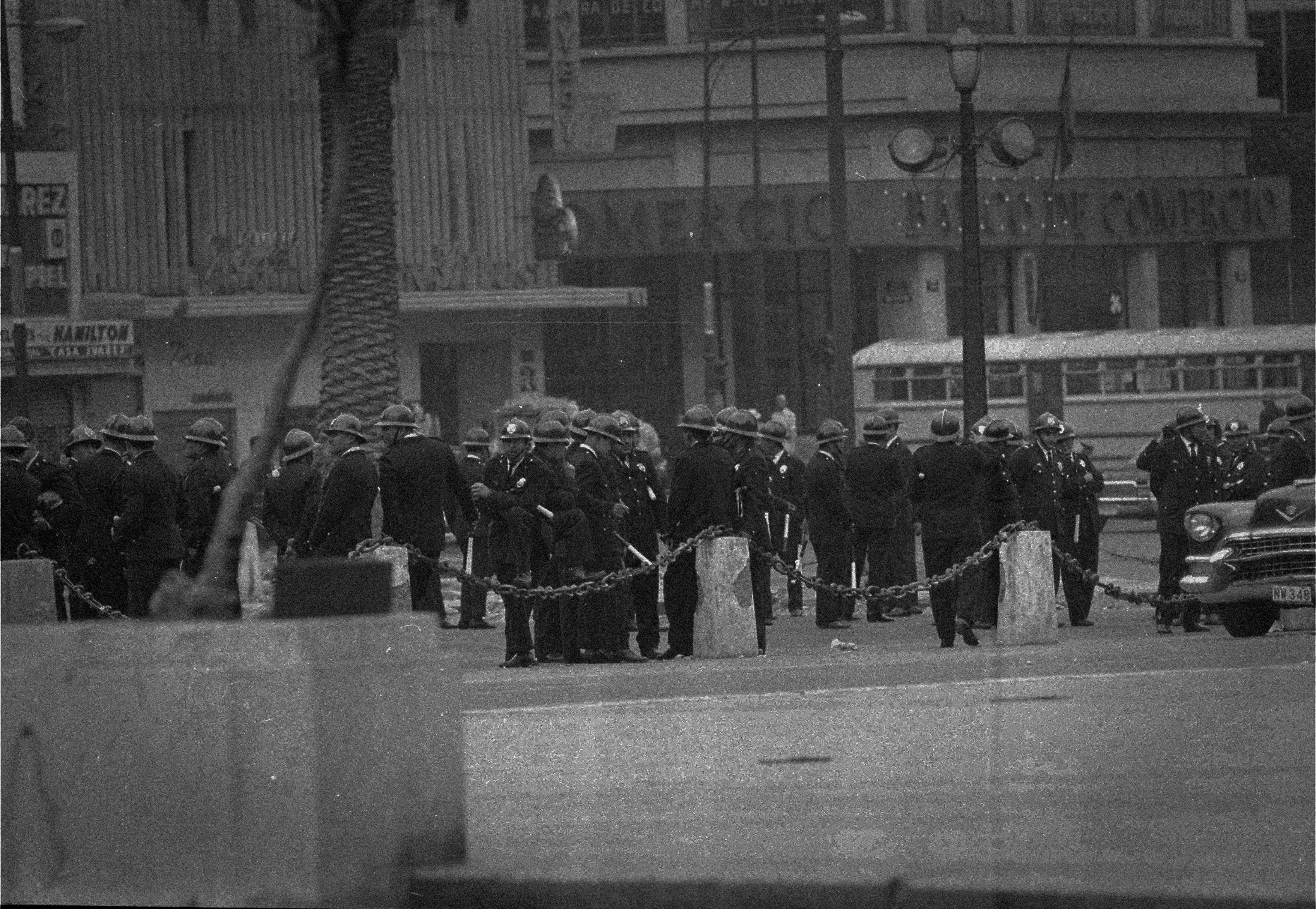
Grupo de policías en una manifestación.

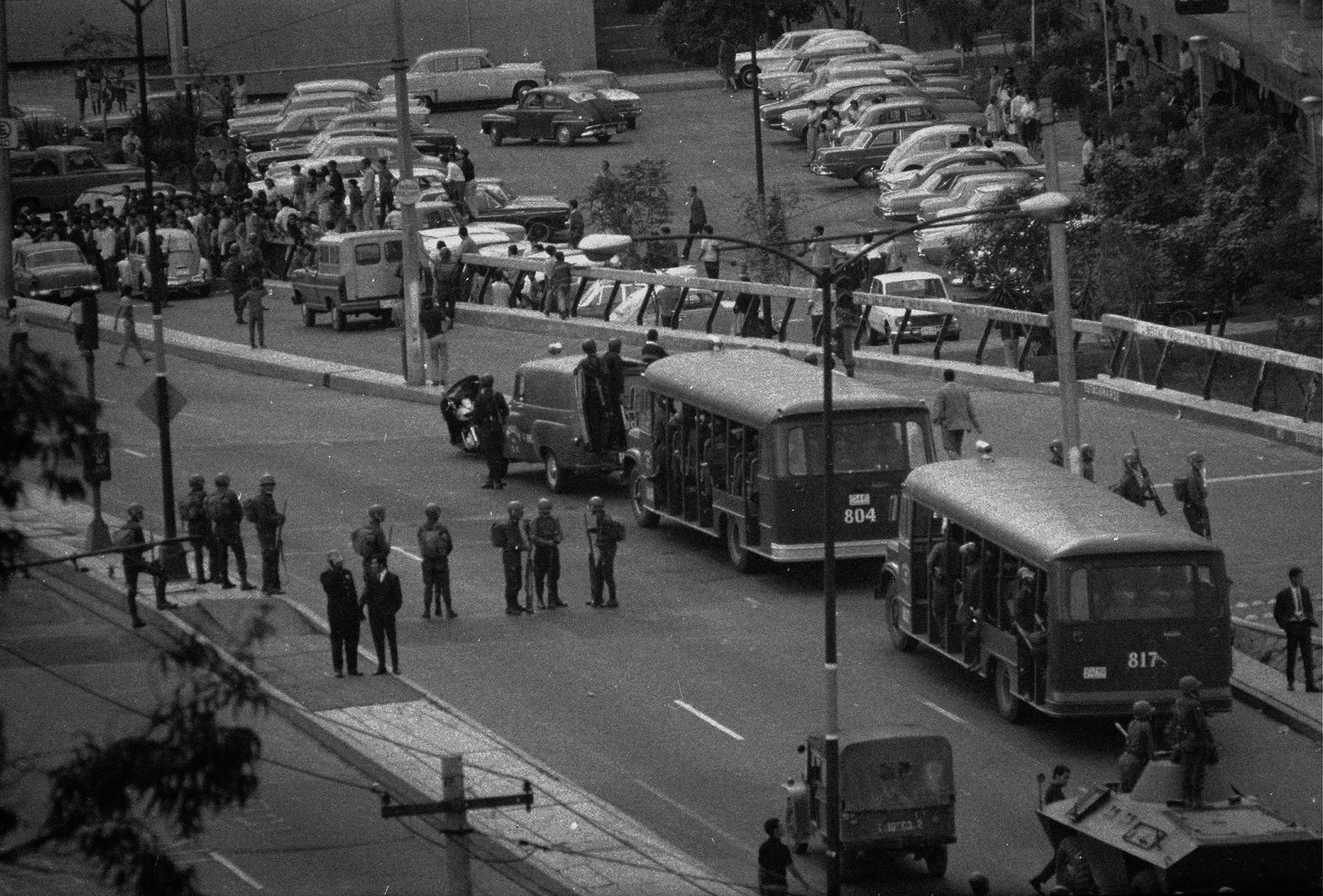
Soldados y vehículos del Ejército Mexicano y camiones del Agrupamiento de Granaderos de la Policía de la Ciudad de México, 1968.

Según conclusiones posteriores del gobierno mexicano, el gobierno de Gustavo Díaz Ordaz y posteriormente el de Luis Echeverría, desplegaron una estrategia de contención autoritaria, represiva y criminal, presentándose las siguientes líneas de acción:

1) Se infiltraron agentes en las escuelas y en las organizaciones estudiantiles, para mantener informados a los órganos de seguridad respecto a los liderazgos y planes de acción y también para ser utilizados como provocadores, cuando les fuera encomendado;
2) Se coparon las organizaciones independientes con el propósito de utilizarlas como estructuras de mediación, que sirvieran a los propósitos de los funcionarios que buscaban controlarlas y acallar la disidencia, cooptando a los líderes del movimiento.
3) Se crearon grupos de choque que se mezclaran con el sector estudiantil para contener mediante la violencia la disidencia que quieren acallar. De esta manera, el Estado ha promovido el delito que realizan los grupos de choque y ha corrompido los órganos de justicia, ya que debe de cobijar la actividad de esta gente con la impunidad.
4) Cuando no le bastan estos mecanismos, ha recurrido al empleo de la fuerza pública que utiliza indebidamente la violencia y que, por consiguiente, incurre en responsabilidades y violación a los derechos humanos.
5) Por las consecuencias jurídicas directas que implica el uso indebido de la fuerza pública, el Estado también recurrió a una modalidad aún más perversa de manejo del poder, la creación de grupos paramilitares para ser utilizados con el objeto militar de destruir al enemigo, entrenados y armados con un propósito explícitamente criminal, y que cobijados como organizaciones clandestinas a las que les garantiza la impunidad.

6) El Estado no dudó en utilizar al ejército como recurso contundente de control social.
FEMOSPP

Se pueden consultar diversos volantes, boletines y otros recursos que diferentes comités de lucha publicaron durante el movimiento estudiantil y que describen la acción violenta contra el movimiento. Además de la gran cantidad de registros fotográficos en los que aparecen elementos armados durante las manifestaciones y otros eventos relacionados con el movimiento. Entre ellos se encuentran los archivos del Instituto Politécnico Nacional (Serie Fotográfica Movimiento Estudiantil de 1968), el Archivo fotográfico El Heraldo de México Gutiérrez Vivó-Balderas de la Universidad Iberoamericana, o los del Archivo General de la Nación.  La estrategia autoritaria y de violencia que el Estado utilizó puede conocerse también a través de la voz de testigos presenciales y la reconstrucción de los hechos en el programa de radio M68: voces contra el olvido.

### Porrismo
A la par del movimiento, el gobierno promovió, fomentó y toleró la acción de grupos estudiantiles de choque, azuzamiento, hostigamiento y persecución que fueron denominados desde entonces porros. Se tienen documentadas conexiones entre los líderes de estos grupos delincuenciales y el Departamento del Distrito Federal desde 1967, y dentro del conflicto que dio inicio al movimiento, los enfrentamientos del 22 y 23 de julio de 1968, diversos grupos porriles acudieron a los enfrentamientos "por algún interés político para trastornar (sic) el ambiente".
Ante la represión policial durante el enfrentamiento entre las vocacionales 2 y 5 del IPN con la preparatoria Isaac Ochoterena del 22 de julio, diversos comités de lucha denunciaron mediante Boletines informativos que los miembros de las porras no eran estudiantes sino gente al servicio de Sergio Martínez Romero “El Fish” dirigente del grupo subversivo Comando de Acción Revolucionaria Armada (CARA), que buscaba sembrar terror. En este tipo de comunicados los estudiantes desmintieron las versiones que la prensa publicaba.

### Infiltración en el CNH
Además del despliegue de agentes tanto uniformados como vestidos de civil, el estado expresamente usó a personas que llegaron en distintos niveles del CNH, entre ellos Ayax Segura Garrido y Sócrates Campos Lemus. En el caso de Segura, este promovía a los líderes la realización de acciones radicales y la dilación de otros compañeros que se encontraban escondidos, hasta que se le reconoció como elemento gubernamental infiltrado en el movimiento del 68. Posteriormente se convirtió en agente de la Dirección Federal de Seguridad.
Por su parte Campos Lemus fue señalado continuamente como promotor de acciones radicales y delator, lo que fue negado por este. Se puede conocer su versión de los hechos en una entrevista donde habla sobre la infiltración durante el movimiento, realizada para la exposición permanente del “Memorial del 68” exhibida del 2007 al 2017 en el Centro Cultural Universitario Tlatelolco de la UNAM.

### Intimidación
Acciones de intimidación serían cometidas tanto por policías, militares, agentes encubiertos y grupos de choque contra integrantes del movimiento. En el caso de la Marcha del silencio, el 13 de septiembre de 1968, se registraron ataques por parte de provocadores a los automóviles de quienes los habían dejado en las inmediaciones del Museo de Antropología para marchar hacia el Zócalo, los cuales fueron dañados e incendiados así como amenazados quienes se atrevieran a intervenir en la acción. 
Simpatizantes del movimiento como Heberto Castillo y Eli de Gortari sufrieron golpizas e intentos de secuestro a las afueras de sus propios domicilios. Heberto Castillo, quien pronunció su discurso Retiren al ejército, luego dialogamos! en la Plaza de la Constitución, estuvo encarcelado en la Penitenciaria de Lecumberri siendo junto con Eli de Gortari otro de los presos políticos del movimiento.
Ante la intimidación los comités de lucha pidieron no dejar que las versiones difundidas por el gobierno influenciaran a la población sobre el movimiento estudiantil, denunciaron el uso de agitadores y grupos de choque.

### Provocaciones violentas
Con el fin de justificar la intervención policiaca, el gobierno promueve desde un inicio del movimiento la acción de personas bajo su mando que realicen provocaciones violentas de distinta índole, ya fueran azuzamientos o provocaciones a la pelea —como sería una constante en los distintos choques con las fuerzas policiacas y militares— como la inserción de personas armadas en los distintos conflictos. Tal estrategia provocaba que se disparara a los contingentes estudiantiles o a la población civil buscando herir o asesinar personas y a que quedara patente la necesidad de la intervención policiaca o militar, además, acusando al estudiantado de realizar dichas acciones. El discurso oficial y mediático entonces encontraba pruebas para acusar la existencia de "agitadores" e incluso "terroristas".
En el caso de la toma del Zócalo el 27 de agosto de 1968, dos personas armadas fueron detenidas en las inmediaciones del Zócalo por realizar disparos contra la población. Se tiene registro de la acción de estos provocadores en edificios diversos del primer cuadro, entre ellos, el tercer piso de la sede principal de la Suprema Corte de Justicia de la Nación. Algunos testimonios indican que las acciones promovidas por Sócrates Campos tuvieron características radicales con el fin de que la respuesta oficial se desatara con la venia de la opinión pública en esa fecha agraviando tres símbolos nacionales: negar el diálogo con las autoridades, pedir a la concurrencia que se quedara en mitin hasta el diálogo público con el presidente el 1 de septiembre en su informe, izar la bandera rojinegra en lugar de la bandera nacional así como tocar las campanas de la Catedral Metropolitana. De este modo, tres símbolos como la bandera de México, la iglesia católica y el presidente se verían ofendidos y era necesaria una medida radical ante los abusos del movimiento.
La propia Operación Galeana derivada en la matanza de la Plaza de las Tres Culturas, tuvo como elemento esencial el montaje de una provocación de esta naturaleza. Después de los acontecimientos del 2 de octubre, las provocaciones y acciones violentas fueron denunciadas por parte del Consejo Nacional de Huelga mediante volantes que exponían el abuso de la autoridad, como “Al pueblo de México”.

### Uso del aparato judicial
A la par del desarrollo del movimiento de 1968, el gobierno mexicano desplegó una estrategia jurídica con el fin de justificar sus acciones. Registros de su agencia de inteligencia muestran documentos en los que se planeaban distintos "proyectos" tanto de detenciones como de fabricación de pruebas y testigos que pudieran asegurar las carpetas de investigación para sentenciar a los participantes del movimiento.
Las principales causas penales en contra de las y los activistas del movimiento incluyeron acusaciones de delitos como daño en propiedad ajena, ataques a las vías de comunicación, asociación delictuosa, robo, despojo, acopio de armas, homicidio, lesiones contra agentes de la autoridad, falsificación de documentos, sedición e incitación a la rebelión. Los agentes del Ministerio Público Salvador del Toro, Humberto González Pacheco y Armando Aguilar Rodríguez presentan el 15 de diciembre de 1969 como pruebas a dichas acusaciones las siguientes conclusiones: 
- La existencia de un Plan Subversivo de Proyección Internacional, el cual presuntamente se acordó en La Habana en agosto de 1967, como parte de la Primera Conferencia de la Organización Latinoamericana de Solidaridad (OLAS). Ahí se habría acordado "la toma del poder, a través de la lucha armada".[120]
- La formación de un Comité Mexicano de Solidaridad Latinoamericana en la Ciudad de México el 7 de marzo de 1967
- La asistencia de Heberto Castillo, Armando Castillo, Hugo Ponce de León y Leonel Posadas, entre otros, de organizaciones como el Partido Comunista Mexicano, el Movimiento de Liberación Nacional y el Partido Popular Socialista a la conferencia en La Habana.[121]
- La realización de "plenos, asambleas, congresos, juntas y mítines" de las organizaciones mencionadas y de otras de izquierda como la Liga Comunista Espartaco, el Partido Obrero Revolucionario, las Juventudes Comunistas de México, entre otras, de febrero a julio de 1968. Entre ellas, el Cuarto Pleno del Comité Central de la Liga Espartaco, en febrero de 1968, en las que se hacen presentes algunos futuros dirigentes como Luis González de Alba y Romeo González Medrano; el Segundo Congreso ordinario de la Central Nacional de Estudiantes Democráticos (CNED) del 6 al 10 de mayo de 1968 en donde habrían estado Pablo Gómez, Arturo Zama Escalante, Arturo Martínez Nateras y Rolando Waller, entre otros.[122]
- El manifiesto "La Juventud al Poder" publicado el 29 de julio de 1968 por la Juventud Comunista de México y la CNED.[123]
- El manifiesto "La rebelión se justifica del 13 de julio de 1968 por el Movimiento Marxista Leninista de México.

La fiscalía acusa que con dichos hechos y documentos se justifica que el origen del movimiento no era estudiantil sino "al estudiantado del país se le aprovechó para la realización de los fines a que antes se ha hecho referencia".
Tanto en las detenciones, los procesos jurídicos como en los encarcelamientos de participantes del movimiento, se presentaron torturas, tratos crueles e inhumanos como represiones incluso dentro de las propias cárceles, como fue el caso de la golpiza sufrida por parte de presos que reprimieron la huelga de hambre de los líderes del movimiento presos en Lecumberri en 1970.

### Propagación de la "influencia extranjera"
El movimiento estudiantil se desarrolló en un ambiente de protestas juveniles como lo fueron el Mayo francés y la Primavera de Praga, y muchas de sus ideas de no violencia afectaron el movimiento. Sin embargo, el gobierno no tardó en acusar a los estudiantes de comunistas, usando su aparato propagandístico para defender su versión de los hechos y culpar a los jóvenes, como fue el uso de los noticieros de Telesistema Mexicano, publicar libros apócrifos e insistir en la influencia de agentes rusos y cubanos en el movimiento. Así mismo, la Coalición de Organizaciones para la Defensa de los Valores Nacionales, organización en contra del movimiento estudiantil, convocaba a asistir a marchas de repudio al comunismo y defensa de valores espirituales mediante volantes que decían “¡¡México sí!! ¡¡Comunismo no!!”.
En la causa penal seguida contra los estudiantes, profesores y activistas, en 1969, se presenta la existencia de un "Plan Subversivo de Proyección Internacional" como uno de los sustentos de las acusaciones.
Sin embargo, los documentos desclasificados posteriores de la CIA revelaron que las acusaciones del gobierno mexicano resultaron infundadas. Según documentos obtenidos por el Proyecto México, nunca hubo una conexión real entre el movimiento estudiantil mexicano y el comunismo internacional, pero esta agencia habría aportado información falsa a Gustavo Díaz Ordaz, su informante en México acreditado como LITEMPO-2.
El gobierno mexicano se vio presionado por la aproximación de los Juegos Olímpicos bajo la amenaza de que serían cancelados si seguían los disturbios. Así también se pueden consultar los discursos e informes presidenciales de la época.

### Paramilitarismo: el batallón Olimpia
El batallón Olimpia fue el grupo paramilitar creado por el gobierno mexicano para «garantizar la seguridad» en los XIX Juegos Olímpicos y que en vista del movimiento estudiantil fue usado como grupo de represión para infiltrarse, provocar y detener manifestantes durante la serie de protestas del verano de aquel año. Para no ser agredidos, arrestados o confundidos con civiles, se distinguían de los manifestantes por usar un guante o pañuelo blanco en la mano izquierda. Algunas de sus fotos originales se encuentran en la Colección M68: Ciudadanías en movimiento.
El agrupamiento estaba conformado por cerca de 600 elementos que provenían de distintas zonas militares de México, pero no eran los únicos que hacían uso de la contraseña blanca, ya que también participaban elementos del Estado Mayor Presidencial, Guardias Presidenciales y de la Dirección Federal de Seguridad. La participación del Batallón Olimpia comenzó desde el 28 de agosto de 1968 cuando apostaron francotiradores en la sede de la Suprema Corte de Justicia de la Nación. También participaron activamente en la ocupación del Casco de Santo Tomás y de la Ciudad Universitaria. Originalmente, los altos mandos del batallón lo clasificaron como un agrupamiento "en reserva" sin mencionar el uso de la contraseña blanca o de la vestimenta de civil.
El miércoles 2 de octubre de 1968, cuando los estudiantes hacían un mitin en Tlatelolco, los integrantes del batallón Olimpia llegaron y los cercaron en el corredor del tercer piso del edificio Chihuahua. Debido a la confusión inicial, los soldados dispararon también a los miembros del Batallón Olimpia, quienes pidieron que cesara el tiroteo debido a que podían identificarse. Una vez acabada la refriega, el Olimpia y el Ejército se coordinaron mutuamente para trasladar detenidos en la planta baja del Edificio Chihuahua. Se pueden consultar las declaraciones del General Marcelino García Barragán, Secretario de la Defensa Nacional en el Gobierno de Gustavo Díaz Ordaz, sobre lo ocurrido en la Plaza de las Tres Culturas en Tlatelolco el 2 de octubre.

### Estrategia mediática
El gobierno de México contó con una estrategia de sabotaje, infiltración y una campaña de desprestigio realizada por medios de comunicación como El Heraldo, El Sol de México, El Universal, El Día, y La Prensa hacia el movimiento desde las primeras semanas de su desarrollo.  En las marchas que antecedieron al 2 de octubre era común ver carteles y pancartas con leyendas que hacían referencia a la censura y manipulación de los medios de comunicación. A semejanza de otros conflictos sociales, el gobierno ejerció una fuerte censura a la libertad de expresión, por lo cual, las versiones preliminares de los diarios del día siguiente al 2 de octubre hablaron en lo general, de la versión oficial de un choque entre el gobierno y algunos estudiantes armados, y el correspondiente castigo a "saboteadores" y "agitadores". 
Algunos de los titulares de los periódicos del 3 de octubre de 1968 fueron:
- El Universal: "Tlatelolco, campo de batalla. Durante varias horas terroristas y soldados sostuvieron rudo combate"
- El Sol de México: "El objetivo: Frustrar Los XIX Juegos. Manos extrañas se empeñan en desprestigiar a México"
- Excélsior: "Recio Combate al Dispersar el Ejército un Mitin de Huelguistas"
- Novedades: "Balacera Entre Francotiradores y El Ejército, En Ciudad Tlatelolco"
- Últimas Noticias de Excélsior: 24 civiles muertos y más de 500 heridos. Cifras incompletas de militares heridos.

Ahora sn públicos los expedientes de la DGIPS (Dirección General de Investigaciones Políticas y Sociales) en los que se encuentran recortes periodísticos y demás ámbitos sobre enfrentamientos entre estudiantes, granaderos y militares del movimiento estudiantil de 1968 (20 al 26 de septiembre de 1968).
Mientras que algunos medios internacionales como The New York Times o The Washington Post dieron cobertura a los hechos. En la Plaza de las Tres Culturas se encontraba la periodista Oriana Fallaci, quien resultó herida y considerada muerta. Su testimonio posterior fue de  «una masacre peor de las que he visto durante la guerra». En 1971 la periodista Elena Poniatowska publicó el libro La noche de Tlatelolco, construido esencialmente con testimonios de las personas involucradas en el conflicto y el reportaje de la misma escritora. 
Luego de los hechos del 2 de octubre el estado mexicano patrocinó y distribuyó una serie de textos propagandísticos con el fin de socializar la versión oficial de los hechos y justificar sus decisiones. Entre ellos se encuentran el libelo anónimo ¡El Móndrigo! Bitácora del Consejo Nacional de Huelga, Nuevo movimiento estudiantil de Antonio Caminante (pseudónimo), Tlatelolco, historia de una infamia de Roberto Blanco Moheno, La plaza de Luis Spota y Trampa en Tlatelolco, síntesis de una felonía contra México de Manuel Urrutia Castro.

### Detenciones arbitrarias y desapariciones forzadas
Además de las propias cifras desconocidas del 2 de octubre, fue una constante a lo largo del movimiento que este fuera reprimido mediante detenciones arbitrarias y desapariciones forzadas, de las cuales debido a su cantidad, frecuencia de incidencia y opacidad e impunidad en su desarrollo, es difícil de cuantificar cuántas personas fueron víctimas de dichas conductas. Diversas fotos del día testifican estos hechos. Además, se facilitaba tanto el encubrimiento de los perpetradores cuando eran detenidos, se falsificaban u obtenían ilegalmente confesiones o datos, y se hacían labores selectivas entre detenidos, con el fin de encubrir a quienes colaboraban en las operaciones oficiales de manera encubierta. Fue el caso de la FNET (Federación Nacional de Estudiantes Técnicos), cuyos miembros eran liberados luego de las provocaciones.

## Búsqueda de justicia y derecho a saber
En 1993 se constituyó la primera comisión gubernamental en búsqueda de la verdad, pero fracasó en su intento debido a distintos factores. En 1998 debido al 30 aniversario de la matanza, se constituyó nuevamente una Comisión Especial 68, la cual también fracasó. En 1999 Julio Scherer y Carlos Monsiváis publicaron el libro Parte de Guerra: Tlatelolco 1968: Documentos Del General Marcelino García Barragán: Los Hechos y la Historia, el cual incluyó la correspondencia personal de ese militar, con documentos exclusivos de tipo militar sobre la acción del Ejército Mexicano y detalles operativos de la Operación Galeana.
Luego de la elección de Vicente Fox como presidente, inició un trabajo oficial entre el gobierno y organizaciones de la sociedad civil en búsqueda de la verdad bajo la óptica de la justicia transicional. 

### Fiscalía Especial para Movimientos Sociales y Políticos del Pasado
En enero de 2005, la Fiscalía Especial para Movimientos Sociales y Políticos del Pasado (FEMOSPP) solicitó la aprehensión de 55 personas presuntamente responsables de la matanza de Tlatelolco. En mayo de 2005, la FEMOSPP aseguró que el expresidente Luis Echeverría sería consignado ante un juez penal federal. Para entonces, la fiscalía consideraba también como sospechosos de la matanza tanto al expresidente, como al exprocurador general de la República, Julio Sánchez Vargas; al exagente del Ministerio Público, Salvador del Toro Rosales; al entonces subdirector de la Dirección Federal de Seguridad (DFS), Luis de la Barreda Moreno, y al entonces comandante de un grupo de agentes, Miguel Nazar Haro.
En noviembre de 2006, el juez José Mattar, responsable del Segundo Tribunal Unitario en Materia Penal, ordenó la detención de Luis Echeverría. Se ordenó su arresto domiciliario, debido a su avanzada edad. En julio, un tribunal federal concedió un amparo contra el auto de formal prisión, y se ordenó levantar el arresto domiciliario.
El titular del Tercer Tribunal Unitario en Materia Penal, Jesús Guadalupe Luna Altamirano, exoneró a Echeverría al considerar que no existía alguna prueba que lo inculpara como responsable de los hechos ocurridos cuando fue secretario de Gobernación; si bien determinó que hubo genocidio planeado y ejecutado.
La FEMOSPP dio a conocer en febrero del 2006 un importante documento sobre el periodo de la Guerra sucia en México en el cual incluyó al movimiento estudiantil de 1968.

### Comisión Ejecutiva de Atención a Víctimas
En 2018, el gobierno de México admitió que la actuación del mismo en los hechos cincuenta años atrás, fue un crimen de estado, y estableció que su Comisión Ejecutiva de Atención a Víctimas (CEAV) repare a las víctimas y les dedique un monumento.

### Número de muertos

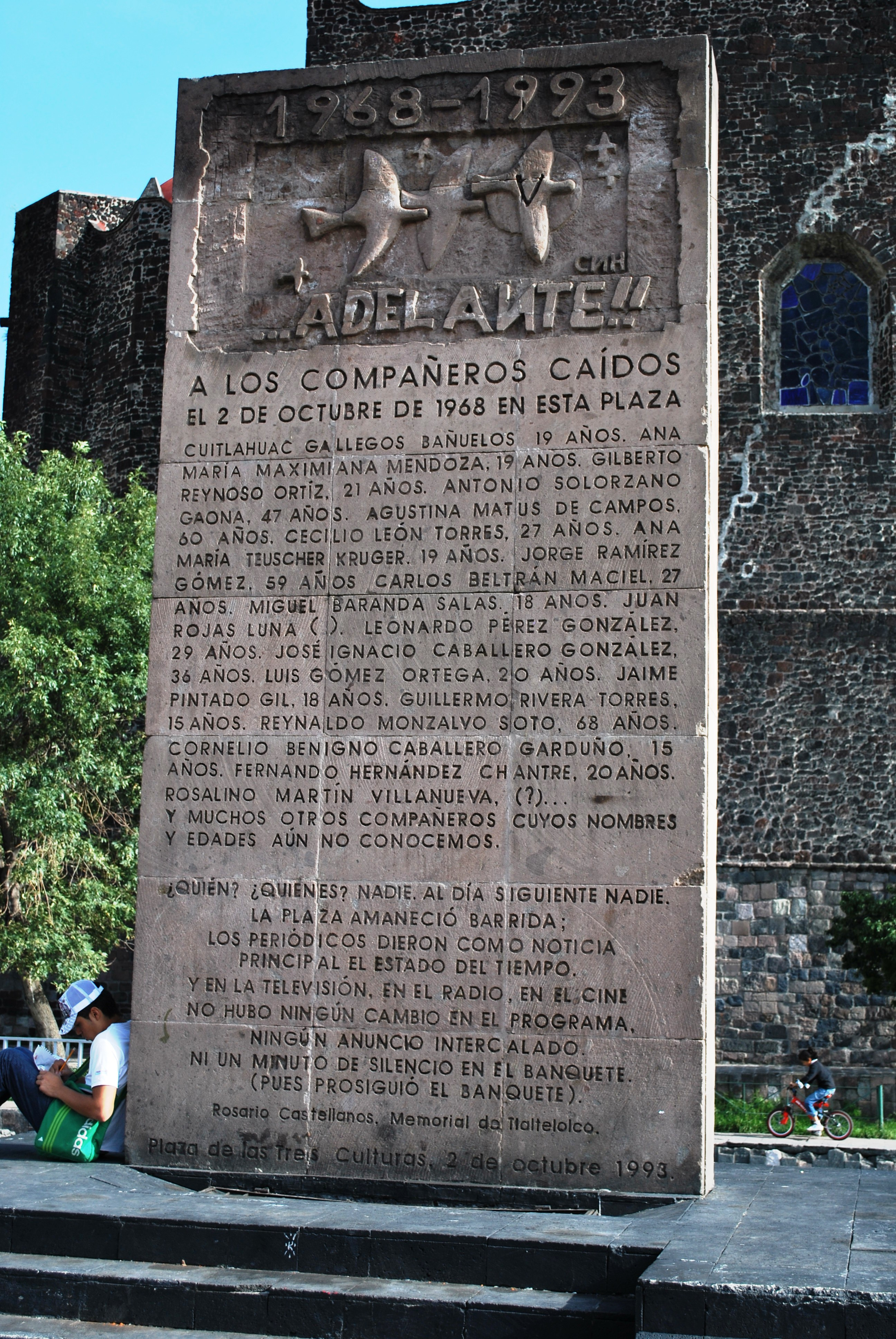
Monumento en honor a los caídos en la Plaza de las Tres Culturas el 2 de octubre de 1968.

Hasta la fecha no se ha logrado esclarecer exactamente la cantidad oficial de asesinados, heridos, desaparecidos y encarcelados desde el surgimiento del movimiento, debido a la política oficial de ocultamiento de información, evidencias y eliminación de registros públicos de manera deliberada.  En el documental "Tlatelolco, las claves de la matanza" se muestra un video de la matanza, donde se pueden contar alrededor de 150 muertos a 200.

#### 2 de octubre de 1968, Operación Galeana
El presidente Gustavo Díaz Ordaz reportó en un anuncio a los medios de comunicación 26 muertos, mil 43 personas detenidas y 100 heridos. El CNH reportó el 6 de octubre 100 muertos y miles de heridos. El corresponsal de la BBC de Londres en México, Julian Petiffer, quien presenció los hechos, mencionó en un despacho noticioso que «en una destacable demostración de estupidez, brutalidad, o ambas juntas, el ejército y la policía pasaron fuego de ametralladores por miles de manifestantes pacíficos y gente que iba de paso por el lugar...» y estimó el número de estudiantes asesinados en, al menos, 200. Miembros del Consejo Nacional de Huelga proporcionaron al periodista británico John Rodda la cifra de 325 muertos, número que Rodda no confirmó antes de su publicación en el rotativo The Guardian, pero que cotejó con datos del Hospital Militar para concluir que fueron 267 muertos y 1,200 heridos. La lápida conmemorativa de Plaza de las Tres Culturas en la Ciudad de México solo enlista 20 nombres de caídos, aunque aclara que pueden ser "muchos más cuyos nombres y edades aún no conocemos". De acuerdo a correspondencia intercambiada entre Alfonso Corona del Rosal, jefe del Departamento del Distrito Federal, y el secretario de Defensa Nacional, general Marcelino García Barragán, hubo 43 muertos, incluyendo entre ellos un niño y cuatro soldados. En un video se muestra cómo un soldado cubre al niño de las balas y de lo que pasaba. Informes desclasificados de la embajada de los Estados Unidos en México identificaron entre 150 y 200 víctimas.
En 2006, como parte del Proyecto México, la organización estadounidense National Security Archive (Archivo Nacional de Seguridad) y Archivos Abiertos iniciaron una labor de investigación colectiva sobre el número real de víctimas, Los muertos de Tlatelolco, apoyándose en una amplia labor documental en el Archivo General de la Nación mexicano, documentos desclasificados de los Estados Unidos así como la invitación a la sociedad a ampliar la información de sus familiares muertos o desaparecidos mediante un blog. Las evidencias documentales de dicho proyecto permitieron saber sobre 34 muertos plenamente identificados y 10 desconocidos.

### Día de duelo nacional
El 8 de noviembre de 2011, el Congreso de la Unión declaró el 2 de octubre día de duelo nacional. Además, se propuso inscribir dicha fecha en el muro de honor de la Cámara de Diputados, en memoria de los "mártires de la democracia".

### Disculpa pública
El 2 de octubre de 2024, como primer acto de gobierno, la presidenta Claudia Sheinbaum declaró los hechos como un crimen de lesa humanidad, admitiendo oficialmente la responsabilidad del Gobierno de México como perpetrador de la masacre en Tlatelolco y pidiendo una disculpa pública a las víctimas y a sus familias. Sheinbaum emitió un acuerdo en el que estableció además que el gobierno tomará las medidas respectivas para que las Fuerzas Armadas del país «nunca más sean utilizados para atacar o reprimir al Pueblo de México, y de que se fortalezca la formación en derechos humanos y construcción de paz, se asuma el reconocimiento de los hechos históricos aquí mencionados y se garantice su no repetición.»

## Arte del movimiento

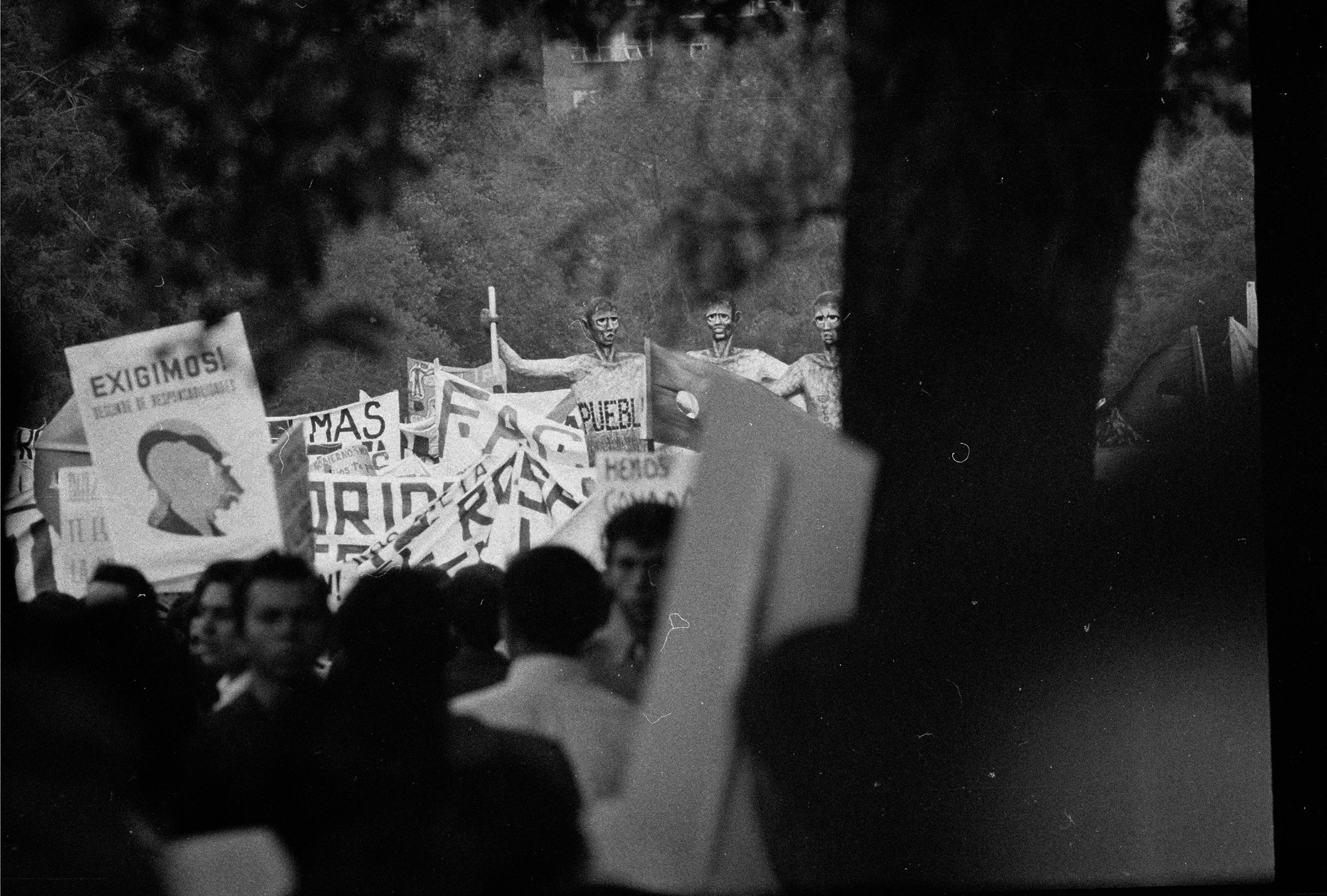
Gráfica del 68 y pancartas en una manifestación

### Gráfica del 68

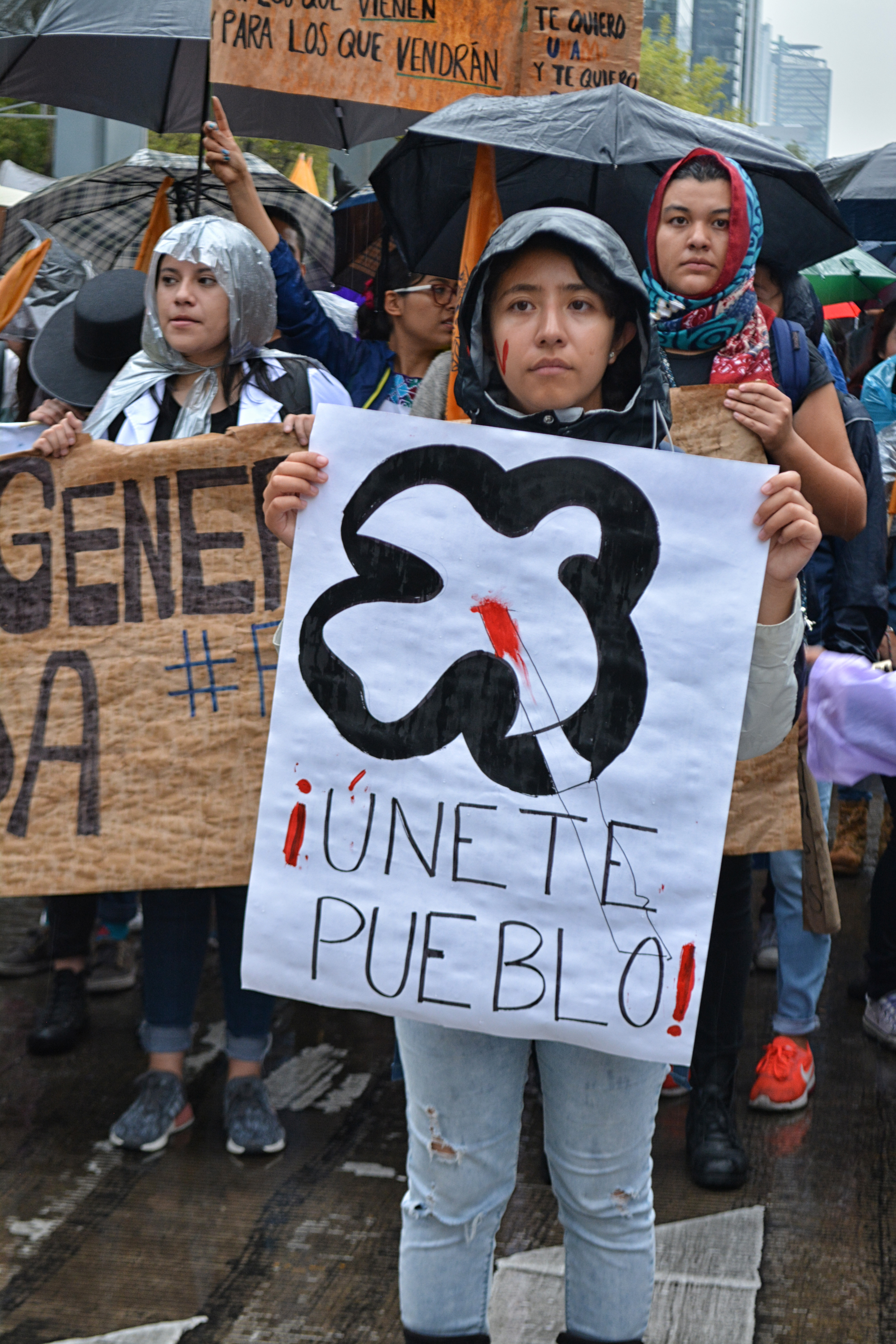
Gráfica del 68 en la Marcha del Silencio de 2018.

El movimiento tuvo la participación de artistas que crearon gráfica popular con el fin de difundir las actividades mediante propaganda como pegatinas, volantes y carteles, materiales para las manifestaciones como mantas y dibujos y motivos para complementar pintas callejeras. Debido a la carencia de libertad de expresión y de la censura ejercida por el gobierno mexicano, la colaboración de artistas pintores, escultores y caricaturistas se puso al servicio de las necesidades de comunicación del movimiento. La gráfica del 68 tomaría influencia de la gráfica de movimientos sociales previos como la Revolución mexicana y las luchas obreras, campesinas y sindicales del siglo XX, concretamente del arte de José Guadalupe Posada y el Taller de Gráfica Popular con autores como Leopoldo Méndez.
Se tiene documentada la participación de alumnos de la Escuela Nacional de Artes Plásticas de la UNAM, de la Academia de San Carlos, de la Escuela Nacional de Pintura y Escultura La Esmeralda (con el Equipo Permanente de Grabado Esmeralda 68), del IPN y de la Universidad Autónoma de Chapingo; aunque diversos estudios y referentes han ubicado a otros autores como Eduardo del Río "Rius", José Hernández Delgadillo, Arnulfo Aquino Casas, Jorge Pérez Vega, Crispín Alcázar y Adolfo Mexiac. Este último produciría el grabado Libertad de expresión, que muestra a una persona rodeando la boca con cadenas. El Equipo Permanente probablemente produjo la silueta de un tanque con la leyenda "Este diálogo no lo entendemos". 
La gráfica confrontaría y parodiaría la identidad gráfica oficial de los Juegos Olímpicos de México 1968 dirigida por Lance Wyman.Uno de los grabados del movimiento fue la intervención del logotipo de la paloma de la paz originalmente realizada por Beatriz Colle Corcuera,  posteriormente esta sería resignificada por Jesús Martínez integrando una herida por una bayoneta. El mismo esfuerzo gráfico parodiaría frecuentemente los elementos olímpicos como los aros, la paloma de la paz y las antorchas. Otra aparición de la paloma de la paz fue el grabado "Unidos…, … Adelante", de Jesús Martínez la cual sería representada en la parte superior de la estela monumento de la Plaza de las Tres Culturas, colocada en 1993. Asimismo, la gráfica caracterizaría a los policías como gorilas y al presidente Díaz Ordaz se le asociaría como un murciélago o un mono, haciendo mofa de sus dientes prominentes.
Estos materiales fueron hechos en técnicas que facilitaran su reproducción masiva como serigrafía grabados de linóleo. Muchos de los originales de estas obras se perdieron en el allanamiento hecho la noche del 29 al 30 de noviembre de 1968 por un grupo paramilitar a la Academia de San Carlos, en donde se encontró el taller principal donde se hacía la propaganda estudiantil.
La gráfica del 68 constituyó un cuerpo de imágenes que a la postre se convertirían en un referente visual y en influencia para movimientos sociales y artísticos posteriores.

### Música

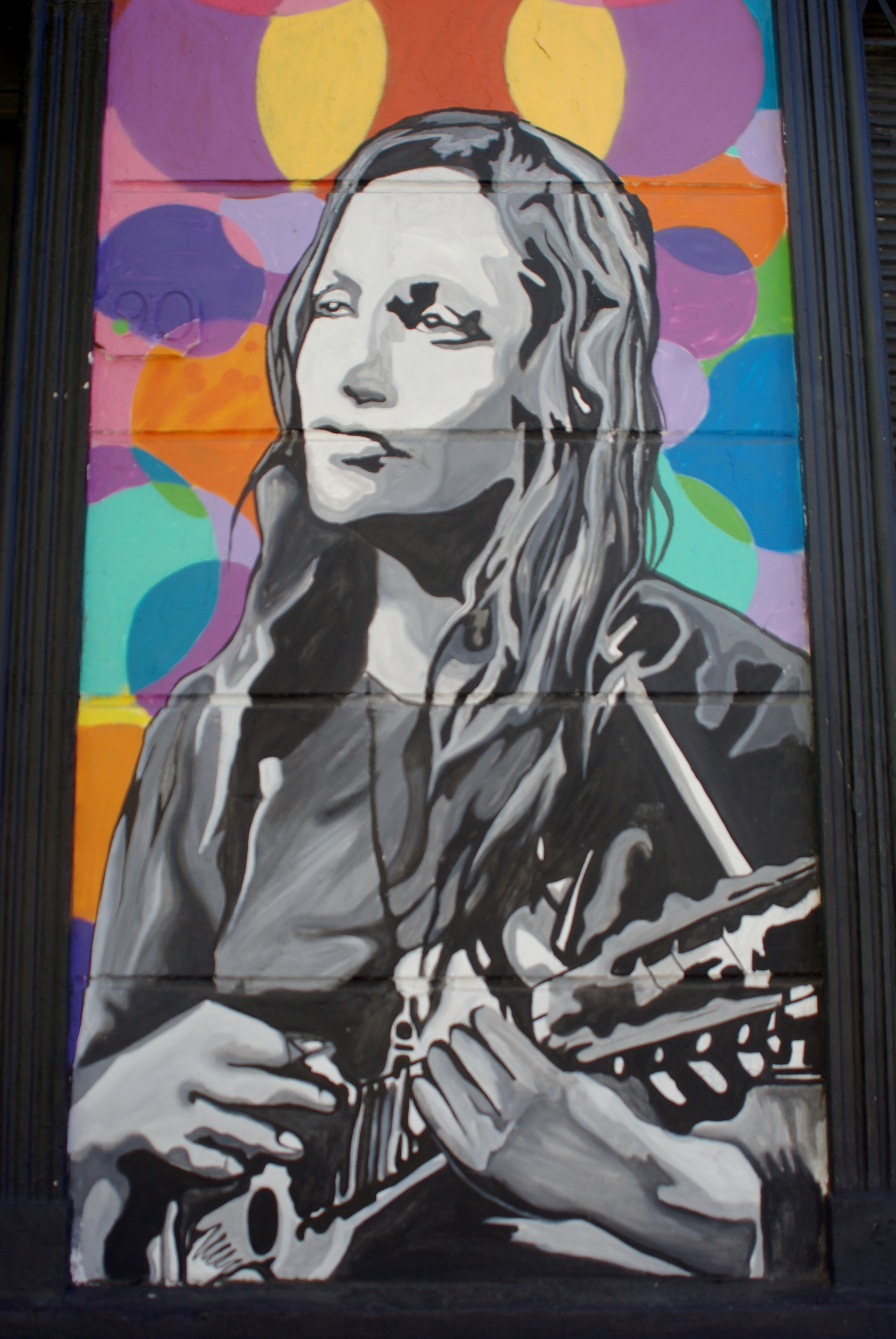
Grafiti de Violeta Parra

El movimiento fue acompañado por músicos que realizaron tanto canción de protesta como parodias haciendo versiones de canciones famosas con la letra adaptada al movimiento estudiantil. Entre estos artistas están Óscar Chávez, Amparo Ochoa, Judith Reyes, León Chávez Teixeiro y Los Nakos.

Las letras de las canciones de Judith Reyes, junto con su voz desgarradora, le ganaron enemigos públicos en el gobierno del sombrío Gustavo Díaz Ordaz. La periodista Liliana García Sánchez, autora de Judith Reyes, una mujer de canto revolucionario, relata en la biografía de la cantante que, en 1969 hombres con metralletas y enmascarados que pertenecían al Estado Mayor Presidencial, la sacaron de su casa por la noche y la golpearon. Antes de liberarla, querían que les prometiera que no cantaría de nuevo canciones de protesta, una advertencia a la que nunca hizo caso. Liliana vincula las influencias del rock mexicano de los ochenta, popularizado por Rodrigo González y Jaime López, directamente a las canciones que hizo Reyes.

Entre las parodias cantadas durante el movimiento están La balada del granadero, una parodia hecha por Los Nakos a La balada del vagabundo de José Guardiola. Otros artistas que participaron en festivales y mítines del movimiento fueron Mario Orozco Rivera, América (estudiante del IPN) y Mariano Ballesté.

Rock, canción de protesta y folclor abanderaron las protestas juveniles, para nada figuran los temas melosos de los tríos, ni la música ranchera. No cuadraban con las consignas: “Prohibido prohibir”, “Mamá no vemos en la Procu”, “Veterinaria presente, vacuna a tu granadero”y otras tantas igual de combativas, irónicas, alegres y críticas.

De manera paralela a las expresiones musicales que se efectúan durante las marchas y concentraciones, la música de protesta se comienza a escuchar a través de Radio Universidad, de la UNAM. El noticiero del Consejo Nacional de Huelga comienza con el tema Me gustan los estudiantes, de la autoría de Violeta Parra. También suenan canciones de Daniel Viglietti, como A desalambrar.

### Participación de artistas
En la UNAM se formó el 14 de agosto de 1968 una Asamblea de Artistas e Intelectuales o Comité de Intelectuales, Artistas y Escritores, la cual contó con la participación de los escritores José Revueltas, Juan Rulfo, Carlos Monsiváis, Juan García Ponce y de artistas plásticos como Leonora Carrington, Francisco Icaza y Manuel Felguérez. Entre las funciones que tuvo esta agrupación fue respaldar al movimiento mediante comunicados, la redacción y/o asesoría de documentos, discursos y posicionamientos políticos del movimiento estudiantil, programas radiofónicos y actividades culturales.

### Mural improvisado y colectivo en Ciudad Universitaria
Durante el movimiento estudiantil varios artistas participaron en un mural colectivo en apoyo de las demandas estudiantiles. El mural improvisado y colectivo fue pintado durante varios domingos en los festivales populares que organizaba el Comité de Huelga en la explanada de la UNAM, sobre las láminas acanaladas de zinc que cubrían las ruinas del monumento a Miguel Alemán Valdés, dinamitado dos años atrás. Sobre las láminas de zinc que lo cubrieron, también pintaron: Guillermo Meza, Lilia Carrillo, Benito Messeguer, José Luis Cuevas, Fanny Rabel, Gustavo Arias Murueta, Manuel Felguérez, Pedro Preux, Ricardo Rocha, Carlos Olachea, José Muñoz Medina, Francisco Icaza, Adolfo Mexiac y Manuel Pérez Coronado, entre otros.
En la pintura predominaban los trazos y colores de fuerte expresión y varios artistas rescataron los sucesos de manera muy elocuente. Por ejemplo Gustavo Arias Murueta colgó una muñeca deshecha, de cuyo vientre destrozado saltaban cordones de colores; con ese pequeño objeto rendía homenaje a la joven que había fallecido por estallamiento de vísceras el 28 de agosto, en la represión ocurrida en el Zócalo (Plaza de la Constitución) de la Ciudad de México.
 Otro dibujo hecho por Francisco Icaza mostraba a David Alfaro Siqueiros con la leyenda "presidente de la Zona Rosa”. Imágenes de la hechura de este mural quedaron plasmadas en el documental El grito.

### ElSalón Independiente de 1968
El Salón Independiente de 1968 fue una exposición de arte llevada a cabo en el contexto de la Olimpiada Cultural de los Juegos Olímpicos de México 1968. Significó una ruptura entre la comunidad artística mexicana que apoyó, por un lado, uno de los eventos principales de la sección cultural olímpica, la llamada Exposición Solar organizada por el Instituto Nacional de Bellas Artes (INBA) y el Comité Organizador de la XIX Olimpiada en el Palacio de Bellas Artes, y por otro, quienes decidieron abandonarla y exponer por su cuenta principalmente en protesta por el fatal desenlace del 2 de octubre de ese año.